# 品川駅

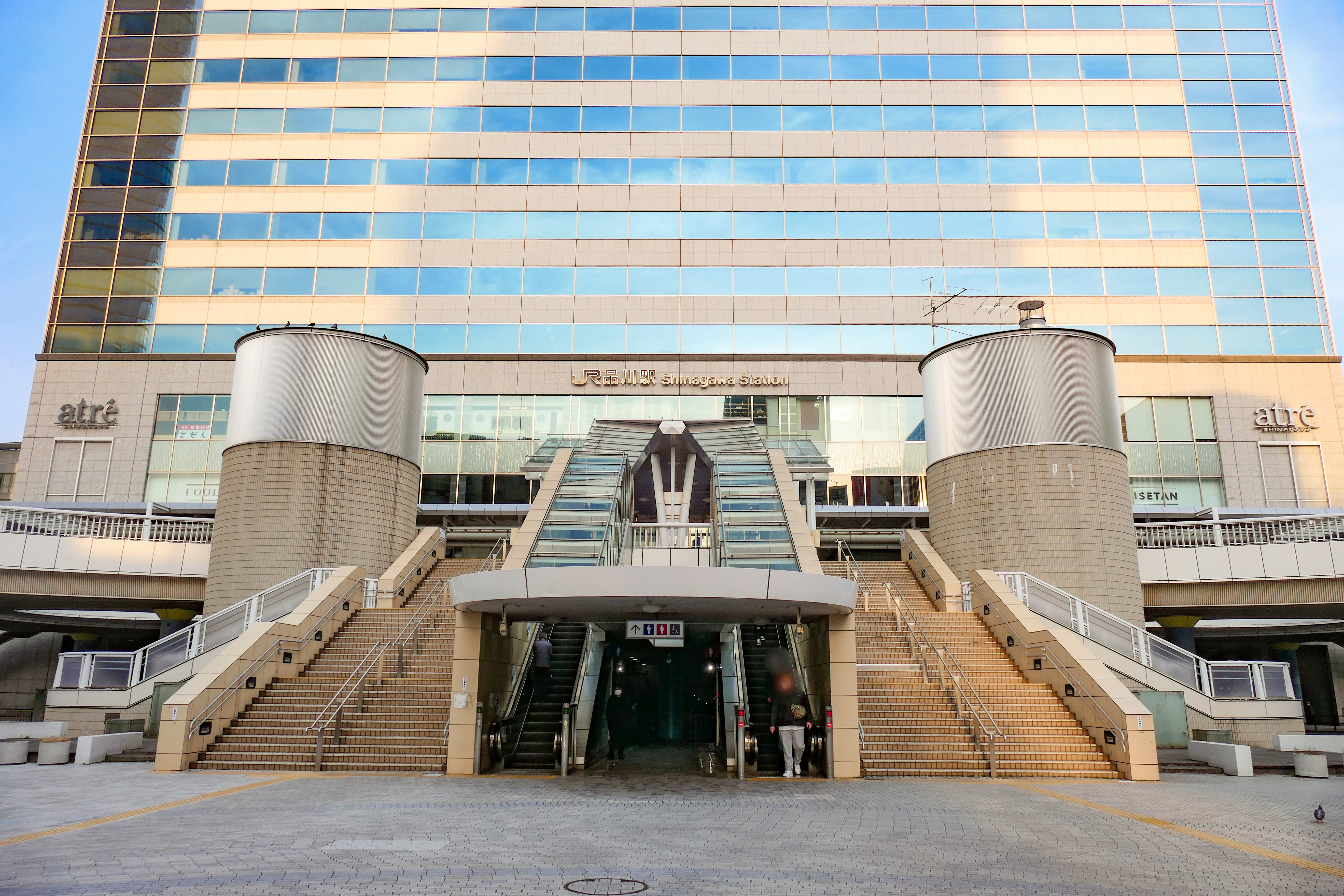
港南口（2022年4月）

品川駅（しながわえき）は、東京都港区高輪三丁目および港南二丁目にある、東日本旅客鉄道（JR東日本）・東海旅客鉄道（JR東海）・日本貨物鉄道（JR貨物）・京浜急行電鉄（京急）の駅である。
山手線南部のターミナル駅である。世界有数の利用者数を誇るターミナル駅であるが、現在のところは京急本線を通して都営地下鉄浅草線と相互直通運転を行っているものの、直接的に地下鉄は1路線も乗り入れていない。

## 概要
駅名は東海道の宿場町である品川宿に由来するが、所在地は品川区ではなく港区である（後述）。
駅東側の港南口はもともと戦前からの埋立地として企業の工場や倉庫などが立ち並んでいたような場所だったが、1998年（平成10年）に旧国鉄品川駅東口貨物ヤード跡地に品川インターシティと呼ばれる大規模な複合商業ビル群が開業。
2003年（平成15年）に東海道新幹線の品川駅が開業して以降は、再開発により大規模なオフィスビルやタワーマンションを中心とした超高層ビル街へと発展し、駅利用者数が大幅に増加した。京急線で羽田空港に乗り換えなしでアクセスできることや、さらに東海道新幹線の駅の開業により中京圏・近畿圏とのアクセスが大幅に向上したこともあって、港南口を中心に企業の本社などの集積が進んでいる。もともとの表玄関であった駅西側の高輪口はプリンスホテル（西武グループ）などの大規模なシティホテルがいくつも集積しているとともに、高級住宅街が広がっている。
2030年代半ばの開業を目指し東京メトロ南北線の当駅への延伸工事が進められている。また、2034年（令和16年）以降に開業するJR東海リニア中央新幹線の首都圏側の始発駅になることが正式に決定しており、中京圏や近畿圏へのさらなるアクセス向上が期待されている。

## 乗り入れ路線
JR東日本の在来線各線（後述）、JR東海の東海道新幹線、京浜急行電鉄（京急電鉄）の本線が乗り入れる。全国でも有数の規模のターミナル駅である。
- JR東日本：各線（後述） - スリーレターコードはSGW。
- JR東海：東海道新幹線
- 京浜急行電鉄： 本線 - 駅番号はKK01。

JR東日本の駅に乗り入れている路線は、線路名称上は東海道本線と山手線の2路線で、そのうち、東海道本線を当駅の所属線とし、山手線は当駅が起点となっている。東海道本線は川崎駅経由の本線と新川崎駅・西大井駅経由の支線（通称：品鶴線）とが当駅で分岐する。この中で東海道本線東京駅方面を除く3方向ではJR貨物が第二種鉄道事業者として貨物営業を行っている。旅客列車の運転系統は次の4系統であり、それぞれ専用の線路が割り当てられている。旅客案内でも以下の系統名称が使用される。
- 東海道線：東海道本線東京駅方面 - 当駅 - 川崎駅方面の列車線を走行する中距離電車・特急列車および近距離快速電車。上り列車は東京駅から東北本線列車線（上野東京ライン）、さらに宇都宮線・高崎線・常磐線への直通運転も実施 - 駅番号はJT 03。
- 京浜東北線：東海道本線東京駅方面 - 当駅 - 川崎駅方面の電車線を走行する近距離電車、南行は横浜駅から根岸線への直通運転も実施 - 駅番号はJK 20。
- 山手線：東海道本線東京駅方面の電車線と線路名称上の山手線渋谷駅方面の電車線とを直通運転する環状路線 - 駅番号はJY 25。
- 横須賀線：東海道本線東京駅方面の地下線と品鶴線新川崎駅方面とを直通運転、上り列車は多くの列車が東京駅を経由し、総武快速線へ直通 - 駅番号はJO 17。
- このほか、湘南新宿ラインを含む新宿駅方面を発着する中距離電車・特急列車・ホームライナーは列車運行上は大崎駅から当駅を経由せず大崎支線経由で品鶴線西大井駅方面に直通するが、運賃計算上は大崎駅 - 西大井駅間は当駅を経由するものとして扱う。大崎駅 - 当駅間は山手線、当駅 - 西大井駅間は品鶴線である。

京浜急行電鉄は、当駅を経由し、都営地下鉄浅草線、京成電鉄、北総鉄道北総線、芝山鉄道芝山鉄道線まで最大で5社の相互直通運転を実施している。
JR品川駅の事務管コードは、▲460106である。
JR東日本・JR東海の駅は、特定都区市内制度における「東京都区内」および「東京山手線内」に属する。

## 歴史

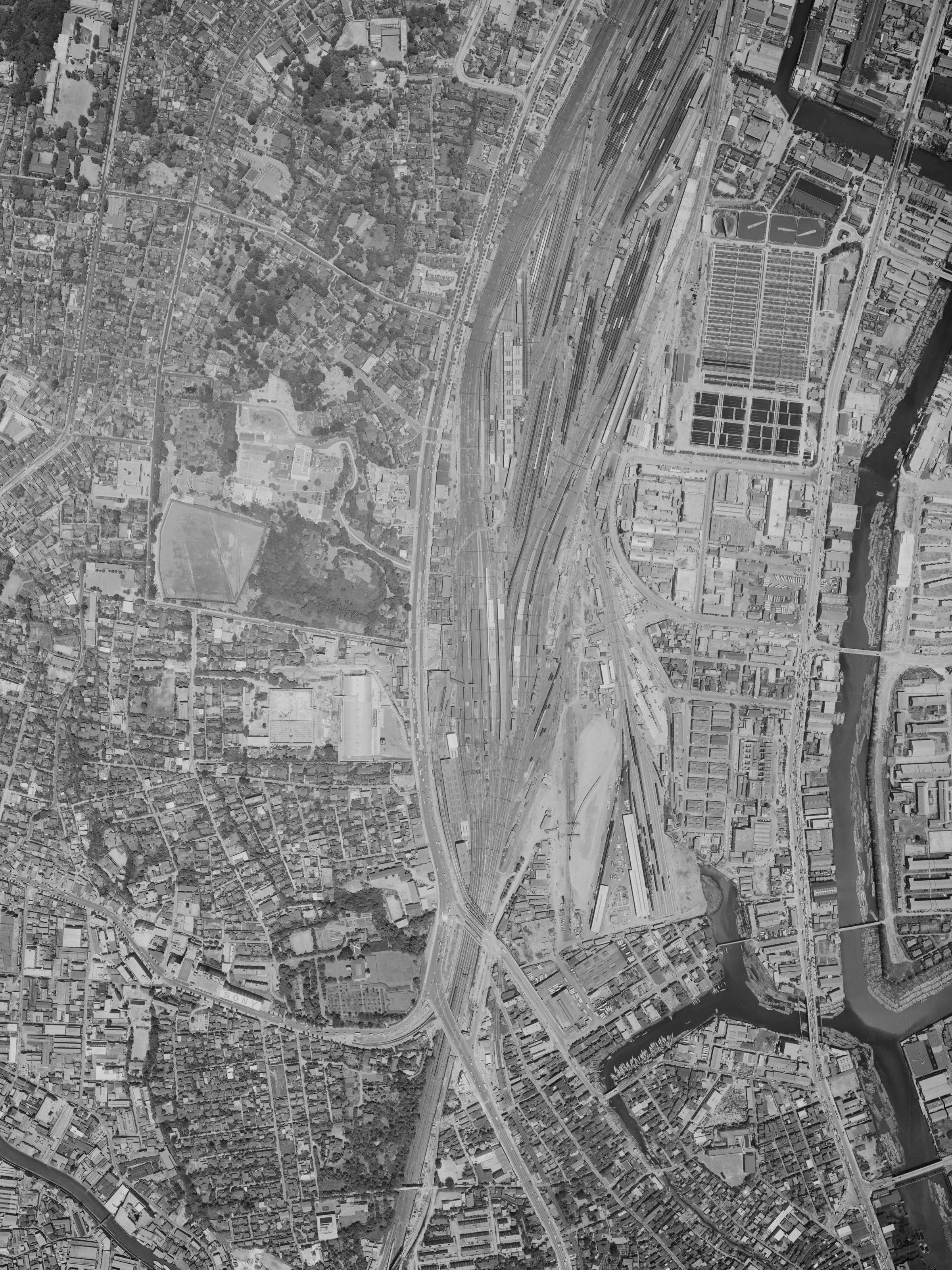
駅周辺の白黒空中写真（1963年6月）

品川駅の西口側は三田 - 高輪台に跨る台地の裾野に位置する。開業当初、線路は海岸線に沿って建設され、線路よりも東側は海（東京湾）だった。港南側の大部分は明治時代以降に埋め立てにより造成された土地である。
日本初の鉄道として知られる新橋 - 横浜間の正式開業は1872年10月14日（明治5年9月12日）、一般運輸開始は翌10月15日（旧暦9月13日）からであるが、これに先行して同年6月12日（旧暦5月7日）に品川 - 横浜間で仮開業しており、乗務員の訓練が行われた。

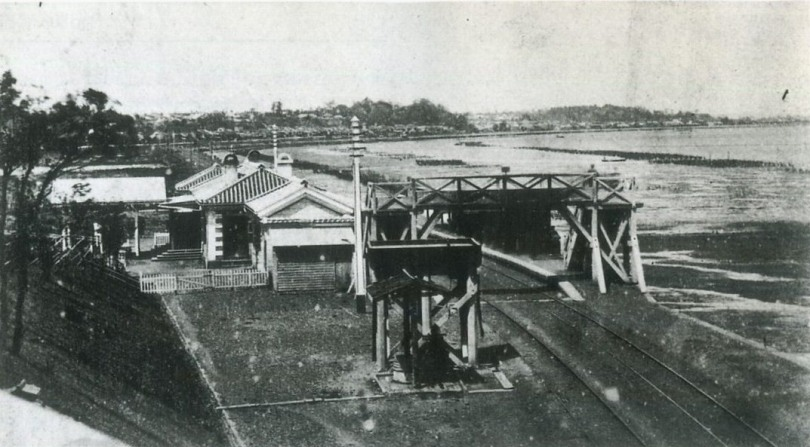
開業初期の品川駅。跨線橋は木製で屋根が無い。
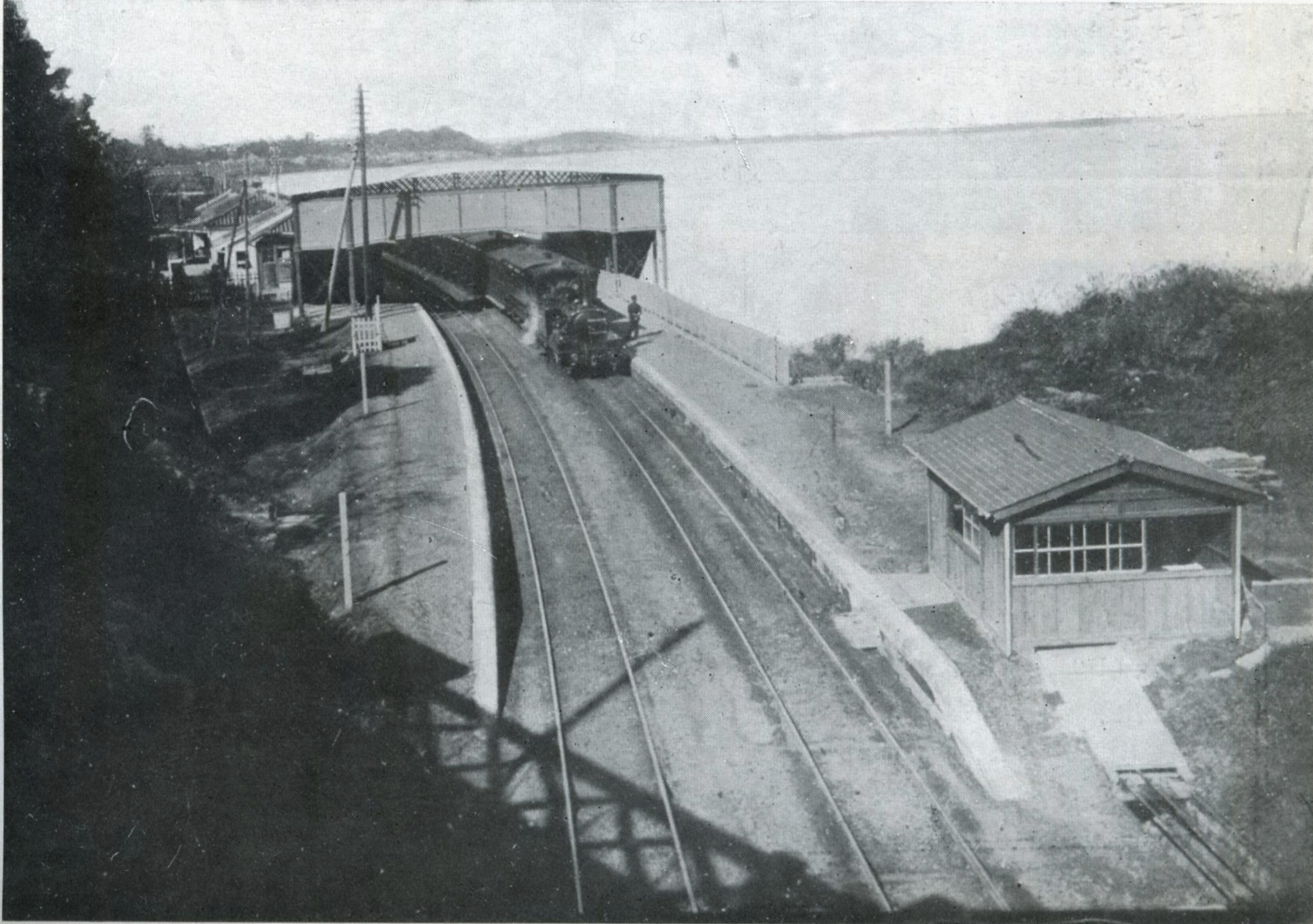
1889年ごろ、八ツ山橋から見る品川駅と海。跨線橋は1882年設置[1]の物か。
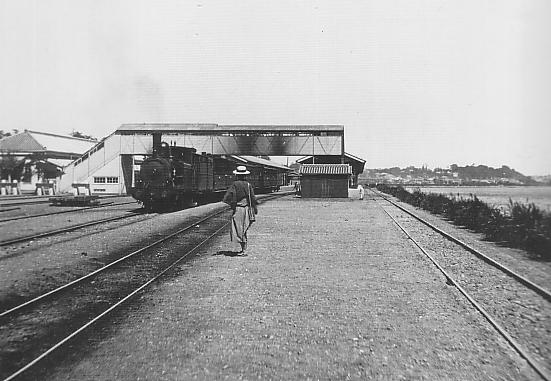
1897年ごろの品川駅。構内が大きく変わっている。
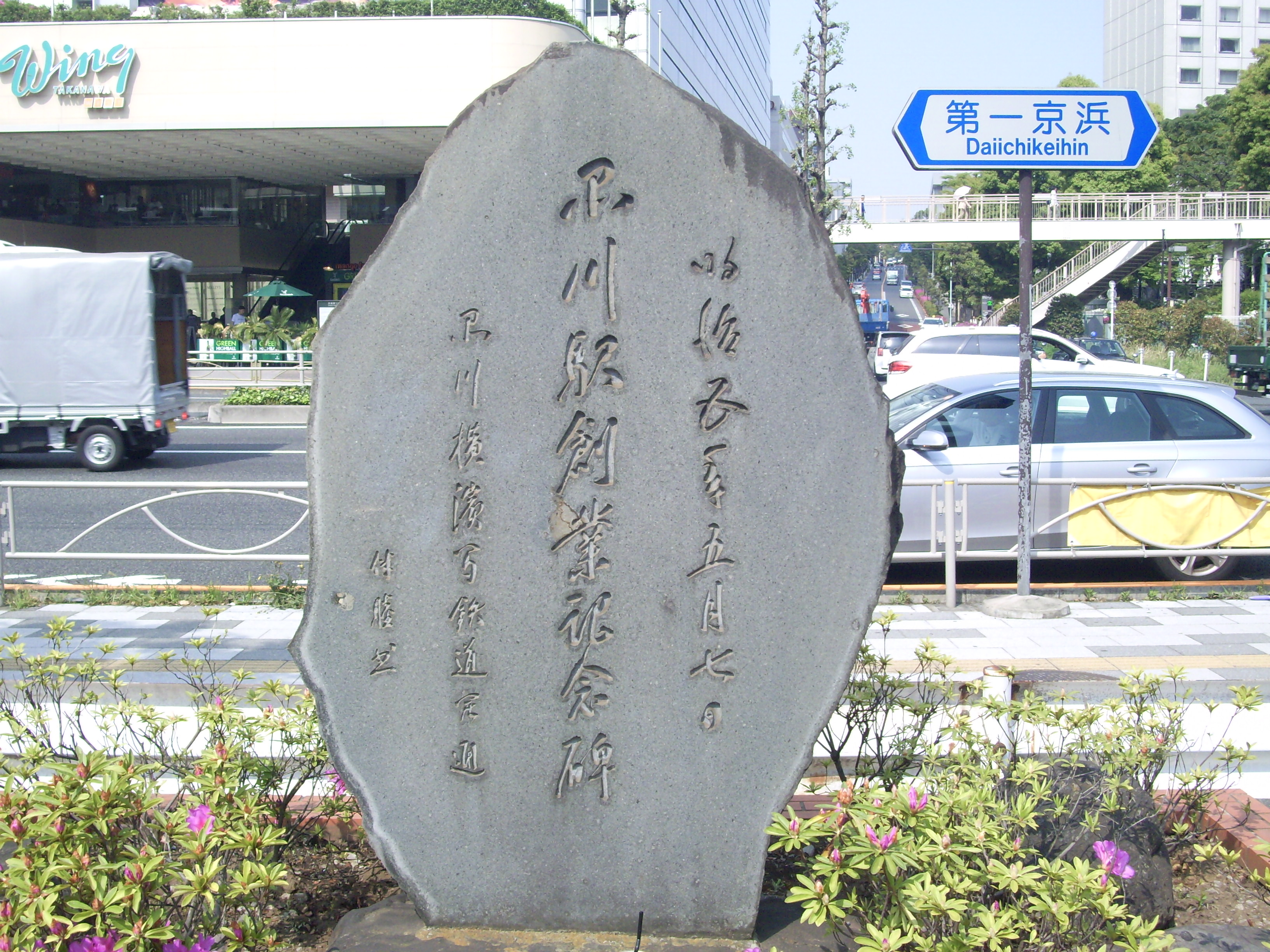
品川駅創業記念碑（高輪口）

### 国鉄・JR

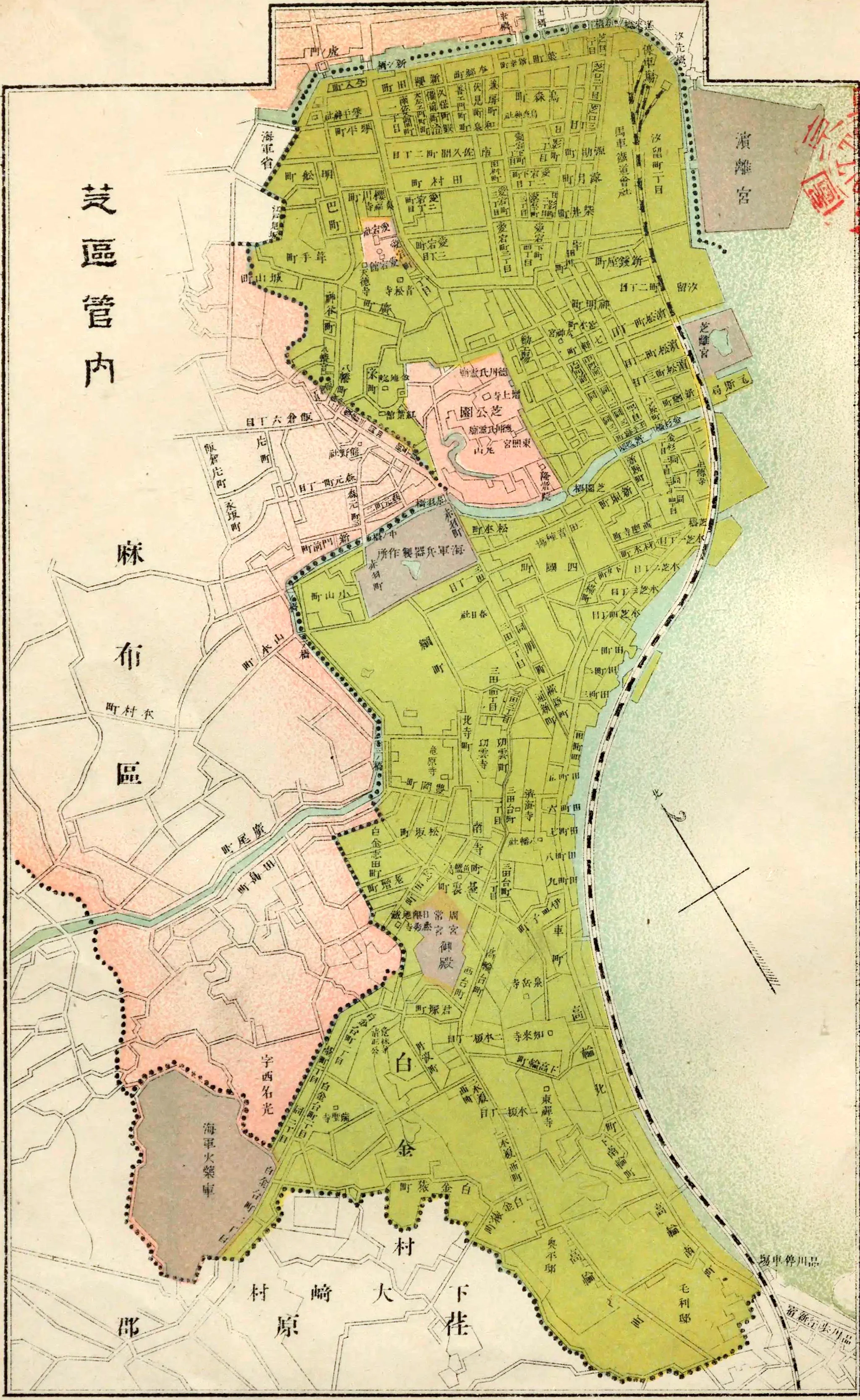
1891年の東京市芝区の地図（品川駅は右下端）

- 1871年（明治4年）9月10日：品川駅舎の工事が着工[2]。
- 1872年（明治5年）
  - 1月20日：西洋建築平屋建の品川駅（当時は「品川ステーション」）の駅舎が完成。総工費約5,427両[2]。
  - 6月12日（旧暦5月7日）：当駅 - 横浜駅（現在の桜木町駅）間が仮開業し、当駅も営業開始。
  - 10月15日（旧暦9月13日）：新橋駅（後の汐留駅[注 1]） - 当駅 - 横浜駅間が正式開業。
- 1885年（明治18年）3月1日：日本鉄道品川線（現在の山手線）が当駅に乗り入れる[3]。
- 1898年（明治31年）4月1日：貨物の取り扱いを開始[4]。
- 1906年（明治39年）11月1日：日本鉄道が鉄道国有法により、国有化。
- 1909年（明治42年）10月12日：線路名称の制定により、東海道本線の所属となる。
- 1914年（大正3年）12月20日：京浜線（現在の京浜東北線）の運転を開始。
- 1925年（大正14年）7月17日：駅構内で車両の連結器を自動連結器に換装する工事が行われる。品川駅では日本一となる1,284両に対して実施[5]。
- 1945年（昭和20年）5月24日：太平洋戦争による空襲で駅構内が被災（駅舎は被害なし）。
- 1953年（昭和28年）4月16日：高輪口の現駅舎が竣工。
- 1949年（昭和24年）6月1日：日本国有鉄道（国鉄）が発足。
- 1964年（昭和39年）10月1日：コンテナ貨物の取り扱いを開始。東海道新幹線が開業し、品川信号場が設置される[6]。
- 1965年（昭和40年）7月31日：駅構内で山手線内回り電車がポイントを通過中の回送電車に側面から衝突。15人負傷[新聞 1]（詳細は山手線品川駅列車衝突事故を参照）。
- 1973年（昭和48年）10月1日：尻手短絡線の建設に伴い、南武線尻手 - 新鶴見操車場 - 品川に営業キロが設定される。
- 1976年（昭和51年）10月1日：総武快速線が当駅まで乗り入れ[7]。
- 1980年（昭和55年）10月1日：総武快速線と横須賀線の運転系統が統一され、直通運転を開始（SM分離）[7]。一般向けコンテナ・車扱貨物の取り扱いを全廃。駅南東に広がっていた貨物ホーム撤去。これに伴い、横須賀線は東海道線ホーム発着ではなくなった。
- 1986年（昭和61年）11月1日：荷物の取り扱いを廃止[4]。
- 1987年（昭和62年）4月1日：国鉄分割民営化により、国鉄の駅はJR東日本・JR貨物の駅となる[4]。東海道貨物線品川 - 浜川崎 - 鶴見間が品川 - 浜松町 - 浜川崎と鶴見 - 八丁畷に整理、南武線尻手 - 新鶴見操車場 - 品川の営業キロが廃止された。
- 1990年（平成2年）
  - 6月9日：高輪口改札口に自動改札機を設置[8]。
  - 11月24日：港南口改札口に自動改札機を設置[8]。
- 1994年（平成6年）12月3日：貨物列車の設定がなくなる[4]。
- 1995年（平成7年）3月28日：東西連絡通路の起工式[新聞 2]
- 1996年（平成8年）10月1日：東海道貨物線 品川 - 浜松町が廃止。
- 1997年（平成9年）5月26日：東海道新幹線の品川新駅の起工式を挙行[9]。
- 1998年（平成10年）
  - 3月26日：構内のJR貨物品川機関区が川崎貨物駅構内に移転し、川崎機関区（現・新鶴見機関区川崎派出）に改称[10]。
  - 11月1日：東西連絡通路（レインボーロード）が完成し、橋上駅舎化[新聞 3]。
    - これ以前には、当駅には線路を越えて東西を結ぶ自由通路が設置されておらず、東口方面と西口方面を歩いて行き来するには入場券を購入して駅の改札内を経由する必要があった[新聞 3]。その関係で当駅には定期入場券を購入する利用者が多く存在していたが、東西連絡通路の完成で解消された。
    - かつての品川駅には、西口改札を入って左にある階段を降りたところにJR線の各ホームへ向かう連絡通路が設置されていた。この連絡通路は地下にあったため豪雨で冠水することがあり、これが原因で列車の運行に支障をきたしたこともあったが、駅の橋上化により解消された。
- 2001年（平成13年）
  - 4月：港南口前の交通広場の供用を開始[新聞 4]。
  - 11月18日：ICカード「Suica」の利用が可能となる[報道 3]。
- 2002年（平成14年）6月12日：東海道線ホームの発車メロディを『鉄道唱歌』に変更[11]。
- 2003年（平成15年）10月1日：JR東海の東海道新幹線品川駅が開業[12]。開業記念セレモニーの一環で、ソニーの「QRIO」が当駅から静岡駅までロボットとして初めて新幹線に乗車した[13]。
- 2004年（平成16年）3月3日：港南口駅ビル（JR品川イーストビル・アトレ品川）が開業[報道 4][14]。
- 2005年（平成17年）10月1日：エキナカ商業施設「エキュート品川」が開業[報道 5]。
- 2008年（平成20年）3月15日：JRグループのダイヤ改正により、東海道新幹線は全列車停車となる[15]。また、横須賀線新ホームの使用を開始し、当駅始発・終着列車が新設される。
- 2010年（平成22年）12月28日：エキナカ商業施設「エキュート品川 サウス」が開業[新聞 5]。
- 2013年（平成25年）10月16日・11月：商業施設「アトレ品川」の2階（ノースエリア）がリニューアル[報道 6]。
- 2014年（平成26年）7月11日：商業施設「アトレ品川」の4階（レストランフロア）がリニューアル[報道 7]。
- 2016年（平成28年）8月11日：山手線の1・2番線ホームでホームドアの使用を開始。
- 2018年（平成30年）12月15日：京浜東北線5番線ホーム（大船方面）でホームドアの使用を開始[報道 8]。
- 2019年（平成31年・令和元年）
  - 3月16日：ダイヤ改正により、山手線内回り最終列車到着時刻が午前1時19分から午前0時52分に繰り上げ（品川駅改良工事に伴う留置線廃止予定による）[新聞 6]。
  - 11月16日：品川駅改良工事と高輪ゲートウェイ駅の開業工事に伴う線路切換工事のため京浜東北線と山手線の一部区間が運休[報道 9]。
  - 11月17日：商業施設「ルミネ ザ・キッチン品川」が閉店[報道 10]。
- 2020年（令和2年）
  - 3月19日：JR品川イーストビル内にて、駅ナカシェアオフィス「STATION WORK」のブース型「STATION BOOTH」が開業[報道 11]。
  - 4月28日：京浜東北線4番線ホーム（大宮方面）でホームドアの使用を開始[報道 12]。
- 2021年（令和3年）
  - 11月26日：びゅうプラザの営業を終了[16]。
  - 12月1日：「エキュート品川 サウス」の施設名称を「エキュート品川」に統一[報道 13]。
  - 12月5日：山手線外回りホームを2番線から3番線に変更[報道 14]。3・4番線ホームを拡幅（9メートル→13メートル）[報道 14]。
- 2025年（令和7年）
  - 2月2日：サポートつき指定席券売機を導入[17][18]。
  - 3月19日：駅たびコンシェルジュ品川が閉店[19]。
  - 6月11日：東海道線ホームの発車メロディ『鉄道唱歌』の使用を終了。

### 京急
- 1904年（明治37年）5月8日：品川駅（現・北品川駅） - 八幡駅（現・大森海岸駅）が開業。
- 1905年（明治38年）12月24日：品川駅 - 神奈川駅が開業。
- 1925年（大正14年）3月11日：京浜電気鉄道の高輪駅が開業[20]。品川駅を移転、北品川駅へ改称[21]。高輪駅 - 北品川駅の一部は東京市電と共用とした。
- 1933年（昭和8年）4月1日：高輪駅 - 北品川駅の市電共用を廃止し、自前で品川駅乗り入れを実施すべく品川駅 - 北品川駅に線路敷設、当駅開業。横浜駅以北を改軌 (1372 mm → 1435 mm) 、当駅 - 浦賀駅直通運転開始。高輪駅廃止。
- 1942年（昭和17年）5月1日：東京急行電鉄の駅となる。
- 1944年（昭和19年）5月1日：当駅 - 黄金町駅および横浜駅 - 浦賀駅に運転系統を分離。
- 1948年（昭和23年）
  - 6月1日：京浜急行電鉄の駅となる。
  - 7月15日：当駅 - 浦賀駅間直通運転を復活。
- 1952年（昭和27年）7月6日：当駅 - 逗子海岸駅（現・逗子・葉山駅）間で「海水浴特急」の運行を開始。
- 1968年（昭和43年）6月21日：当駅 - 泉岳寺駅が開業。都営地下鉄1号線（現都営地下鉄浅草線）と相互乗り入れを開始。主に特急、急行が乗り入れ。
- 1992年（平成4年）4月16日：「京急ウィング号」（現：「イブニング・ウィング号」）運行開始。
- 1993年（平成5年）4月1日：空港線の羽田駅（現：天空橋駅）開業に伴い、空港線直通列車を運行開始。
- 1995年（平成7年）4月1日：快速特急の最高速度を当駅 - 横浜駅が120 km/h、横浜駅以南が110 km/hへ引き上げ。
- 1997年（平成9年）10月4日：都営浅草線直通特急の12両運転区間が当駅まで延長される。空港線へ直通する特急が登場し、都営浅草線直通列車を大幅に増発。
- 1998年（平成10年）11月18日：空港線羽田空港駅（現・羽田空港第1・第2ターミナル駅）開業に伴い「エアポート快特」「エアポート特急」の運行を開始[新聞 7]。
- 1999年（平成11年）7月31日：京急線の白紙ダイヤ改正が実施され、京成電鉄線および都営浅草線からの直通急行がすべて羽田空港駅発着になり、通常時のダイヤから当駅発着が消滅。また、金沢文庫駅で快特と増・解結を行い、当駅 - 新逗子駅、浦賀駅を結ぶ列車を設定（当初は休日のみであったが、後に平日にも拡大）。

- 2002年（平成14年）10月12日：日中の当駅発着快特を泉岳寺駅発着に延長、浅草線に連絡する。
- 2007年（平成19年）3月18日：ICカード「PASMO」の利用が可能となる[報道 15]。
- 2009年（平成21年）2月25日：接近メロディを導入[報道 16]。
- 2010年（平成22年）5月16日：ダイヤ改正により新設された「エアポート急行」の停車駅となる[報道 17]。同時にエアポート快特は当駅 - 羽田空港駅間のノンストップ運転（後に、同年10月21日に羽田空港国際線ターミナル駅が開業したことに伴い、同駅が停車駅に追加）となる[報道 17]。
- 2020年（令和2年）4月1日：当駅 - 新馬場駅間の連続立体交差事業に着手[報道 18]。
- 2027年（令和9年）度：地平化予定[22]。

### 駅名の由来
古くからの当地の周辺地名、東海道の宿場町品川宿およびその北側の江戸湾沿岸部の呼称品川湊に由来する。江戸時代は江戸湾内での海上旅客交通にも規制があり、品川宿の伝馬制度を保護する目的で、大山参詣や富士山参詣などで江戸湾を船で南下して神奈川方面へ向かう旅客もそのまま海路で直行できず、品川宿入口の北側（八ツ山または谷ツ山）で下船し陸路東海道品川宿を通って神奈川宿方面に向かうよう規制されていた。また、品川宿があった目黒川河口付近（利田神社付近が砂嘴の先端部）より北側の江戸湾は浅瀬で外洋航路の大型船は入船できず、この付近では外洋航路の大型船から小型船に積み荷を載せ替えが行われ、海上交通の結節点として船舶で賑わった（品川湊の項も参照）。
品川駅の所在地は東京都品川区ではなく東京都港区であるが、これは開設当時、目黒川河口付近が「品川湊」と呼ばれていたこと、また、品川駅計画時点ではこの地域が「品川県」であったことによる。

## 駅構造
西側から京急、JR東日本、JR東海と大きく分けて3つの部分で構成される。

### JR東日本
駅長・助役配置の直営駅で、当駅のほかに大井町駅と高輪ゲートウェイ駅を管理している。当駅の駅長が当駅所在の品川営業統括センターのセンター長を兼任し、当センターは山手線の田町駅から当駅まで、横須賀線の西大井駅、京浜東北線の大井町駅を統括している。構内の中央に位置し、西側から山手線、京浜東北線、東海道線、横須賀線のホームがある。島式ホーム6面12線と単式ホーム2面2線で構成され、西から1番線、3番線 - 15番線と並ぶ。東海道線は6・12番線が本線である。京浜急行電鉄と1・2番線ホームの間には山手線の留置線が6本あったが、京急本線の連続立体交差事業に先立ち2019年（平成31年）3月に廃止された。また、東海道下り本線にある電留線（札の辻群線3 - 22番）や洗浄線（白金群線）などは当駅構内の所有である。本線からの到着以外のルート構成は品川駅にある高輪信号所が扱っている。
みどりの窓口、駅たびコンシェルジュ、多機能券売機が設置されている。このほか、指定席券売機が、みどりの窓口内、中央改札、北改札、南乗換口に設置されている。
改札内コンコースは、駅の北側と南側にそれぞれ東西に伸びるものがある。中央にある改札外のコンコースで分断され、直接にはつながっておらず、両コンコース間をホームや改札を通らずに行き来することはできない。
南側の改札内コンコースの西側には京急のきっぷうりばや京急連絡改札口があり、京急の下りホームに直結している。構内には駅ナカ商業施設として「エキュート品川」がある。
1番線の東京寄りに、山手線の0キロポストがある。1番線ホームに設置されている鉄道発祥の地記念プレートは、映画『ゴジラ』で品川駅がゴジラに襲撃されたことにちなみ、ゴジラを模した図案となっている。
9・10番線はかつて7・8番線と共に臨時ホームとして機能していて、戦前は軍用列車が、戦後は団体列車など臨時列車の発着ホームとして使われていた。また東海道線が早朝・深夜に設定している当駅発着の列車も臨時ホームを使用していた。時折行われるジョイフルトレインなどの鉄道車両の展示イベント以外に、東海道線や横須賀線のダイヤ乱れの場合にはこのホームが使用され、湘南新宿ラインが大崎駅ではなくこのホームを使用することもある。2015年（平成27年）3月14日からは上野東京ラインが使用し、主に常磐線が発着するホームとして機能している。
上野東京ラインの開業により、常磐線の始発駅となっていることから、利用客の待ち合わせも多いこともあり、大型ディスプレイと複数のベンチを並べた待合スペース（仕切り等なしの屋外型）が設けられている。2015年（平成27年）3月14日の上野東京ライン開業日には、開通記念セレモニーが9・10番線ホームで行われ、最初の列車となった「ひたち」1号の先頭車両10号車付近のホーム上に赤絨毯等を敷いてイベントスペースが設けられた。
上野東京ライン開業前の臨時ホームの駅名標は、両隣の駅が川崎駅・新橋駅と東海道線に準拠した表示になっていた。また、下り方は東海道線以外に横須賀線（西大井方面）・山手貨物線（渋谷・新宿方面）の発着が各番線で可能である。
第二次世界大戦前、鉄道省では品川 - 東京間に複線を増設し、京浜線（のちの京浜東北線）の急行（快速に相当）と横須賀線を走らせる「京浜急行線計画」が存在していた。その計画では、1番線が山手線内回り、2番線が山手線外回り、3番線が京浜緩行線北行、4番線が「京浜急行線」北行、5番線が京浜緩行線南行、6番線が「京浜急行線」南行、7・8番線が東海道線上り、9番線が横須賀線上り、10番線が横須賀線下り、11・12番線が東海道線下りとなる予定であった。臨時ホームはこの計画に基づいて建設されたものである。この計画は対米戦により未成に終わったが、その一部は、京浜東北線と山手線の分離運転（「東京縦貫複々線工事」という）に活用された。なお、この「京浜急行線」は現在当駅に乗り入れている京浜急行電鉄本線とは関係なく、あくまで「京浜線の急行」という意味である。現在の京急本線の当時の名称は「京浜電気鉄道」だった。
田町寄りには本来横須賀線が使用するはずだった高架橋の一部が残されていたが、高輪ゲートウェイ駅の建設により取り壊された。
1960年代には新幹線が東海道新幹線しかなく、高速道路網も未整備で鉄道輸送のシェアが大きかった。年末や旧盆の帰省ラッシュ時に東北本線、奥羽本線や磐越西線方面への下り臨時列車が当駅臨時ホーム始発、山手貨物線経由で運行されたことがある。（一部は東京駅・上野駅経由、ただし両駅での客扱いなし）。当駅始発の最初は1960年（昭和35年）12月28日から31日までの4日間で、15本の列車がその対象となり、1975年（昭和50年）まで続いた。当時の東北方面へのターミナル駅である上野駅の混雑を緩和する目的で設定されたのである。乗客は提灯に導かれて駅の東側に回り、多数張られた白いテントの中で列車を待った。このテント待合所は俗にテント村と呼ばれた。1965年（昭和45年）5月に3,000人収容の団体待合室が完成して、待合場所が変更された。
全ホームに東京圏輸送管理システム（ATOS）が導入されている。
特急「成田エクスプレス」は、横浜駅・大船駅発着の列車（臨時を除く）と横浜駅・大船駅発着設定のない時間帯の新宿駅方面発着の列車が停車し、その他の列車は通過する。新幹線の全列車が停車する駅で昼行特急列車が通過する設定をしているのは国内では当駅が唯一である。寝台特急のサンライズ瀬戸・出雲も通過するが、上り列車が事故などで遅延した場合、当駅で運転を打ち切る場合がある。
山手線には、深夜に当駅止まりの電車が設定されている（東京総合車両センターに引き上げ）。東海道線には、常磐線直通系統の当駅発着列車以外に早朝の当駅始発下り横浜方面への列車・朝の宇都宮線および高崎線からの当駅止まりの列車・深夜の東海道線横浜方面からの当駅止まり列車の設定もある。横須賀線は、下り始発列車が当駅始発、上り最終列車が当駅止まりとなっている。総武快速線直通は、平日朝夕方に当駅発着列車が設定されている。

#### のりば
| 番線     | 路線                               | 方向             | 行先                                                                            | 備考 |
| -------- | ---------------------------------- | ---------------- | ------------------------------------------------------------------------------- | --- |
| 1        | 山手線                             | 内回り           | 東京・上野・駒込方面                                                            | |
| 3        | 山手線                             | 外回り           | 渋谷・新宿・池袋方面                                                            | |
| 4        | 京浜東北線                         | 北行             | 東京・大宮方面                                                                  | |
| 5        | 京浜東北線                         | 南行             | 大井町・大森・蒲田・横浜・大船方面                                              | |
| 6・7     | 上野東京ライン （ 宇都宮・高崎線） | 上り             | 東京・上野・大宮・宇都宮・高崎方面                                              | 東海道線上り東京行き列車を含む。 平日朝の一部列車のみ7番線から発車。それ以外の列車はすべて6番線から発車。                                                |
| 8        | ■（臨時ホーム）                    | ■（臨時ホーム）  |                                                                                 | 定期旅客列車は特急「湘南」6号のみ使用。 そのほか、臨時・イベント列車や、ダイヤ乱れ時に寝台特急「サンライズ瀬戸・出雲」を当駅にて運転を打ち切る際に使用。 |
| 9        | 上野東京ライン （■ 常磐線）        | -                | 水戸・いわき方面 ■常磐線特急「ひたち」「ときわ」                                | |
| 10       | 上野東京ライン （ 常磐線）         | -                | 柏・土浦方面                                                                    | |
| 11       | 上野東京ライン （ 常磐線）         | -                | 柏・土浦方面                                                                    | |
| 東海道線 | 下り                               | 横浜・小田原方面 | 朝の当駅始発の列車は10・11番線から発車。 それ以外の列車はすべて12番線から発車。 | |
| 東海道線 | 下り                               | 12               | 朝の当駅始発の列車は10・11番線から発車。 それ以外の列車はすべて12番線から発車。 | 横浜・小田原方面 □特急「（サフィール）踊り子」「湘南」                                                                                                   |
| 13       | 総武線（快速）                     | 上り             | 錦糸町・船橋・千葉・成田空港方面 ■特急「成田エクスプレス」                      | 平日朝夕の当駅始発の列車のみ14番線から発車。 それ以外の列車はすべて13番線から発車。                                                                      |
| 14       | 総武線（快速）                     | 上り             | 錦糸町・船橋・千葉方面                                                          | 平日朝夕の当駅始発の列車のみ14番線から発車。 それ以外の列車はすべて13番線から発車。                                                                      |
| 15       | 横須賀線                           | 下り             | 鎌倉・逗子・久里浜方面                                                          | 一部列車は9・14番線から発車。 それ以外の列車はすべて15番線から発車。                                                                                     |

- 当駅の東海道線上りホームの案内は直通先の「上野東京ライン（宇都宮・高崎線）」と「上野東京ライン（常磐線）」[注 2]（ただし、いずれのホームも駅名標等に表示される駅ナンバリングは東海道線の「JT 03」となっている）、横須賀線上りホームの案内は直通先の「総武線（快速）」のみである。
- 2021年（令和3年）3月のダイヤ改正まで、東海道線の朝4時35分・5時10分発の横浜・小田原・熱海方面行きは11番線、横須賀線の朝4時台の逗子・久里浜方面行きは10番線から発車していたが、ダイヤ改正後、東海道線の朝4時35分発は10番線、朝5時10分・6時03分発が11番線発車となった。横須賀線の朝4時台の列車は9番線からの発車となった。
- 横須賀線・総武快速線の当駅始発列車が平日に5本（朝4本、夕方1本）設定されている。

山手線、京浜東北線のホーム拡幅工事
2021年（令和3年）12月完成のホーム改良計画にて3・4番線ホームを9メートルから13メートルまで拡張した。順番としては、
Step 1. 2018年（平成30年）6月 - 京浜東北線（南行き）を4番線から5番線に移転（4番線は使用停止）。
Step 2. 2019年（令和元年）11月16日 - 京浜東北線（北行き）を3番線から4番線に移転（3番線は使用停止）。
Step 3. 2021年（令和3年）12月5日 - 3番線の線路を撤去、そのスペースをホームに拡張した上で、2番線を新3番線（山手線（外回り））に改番。
この工事により、新3番線（山手線（外回り））と新4番線（京浜東北線（北行き））が同一ホームで乗り換え可能になった。これにより1番線ホームは山手線（内回り）専用となり、2番線は欠番となった。また、北側コンコースを拡張し品川駅北口、港南口付近に改札口を2か所新設するとともに、バリアフリー化を進めるため各ホームにエレベーターを設置する。

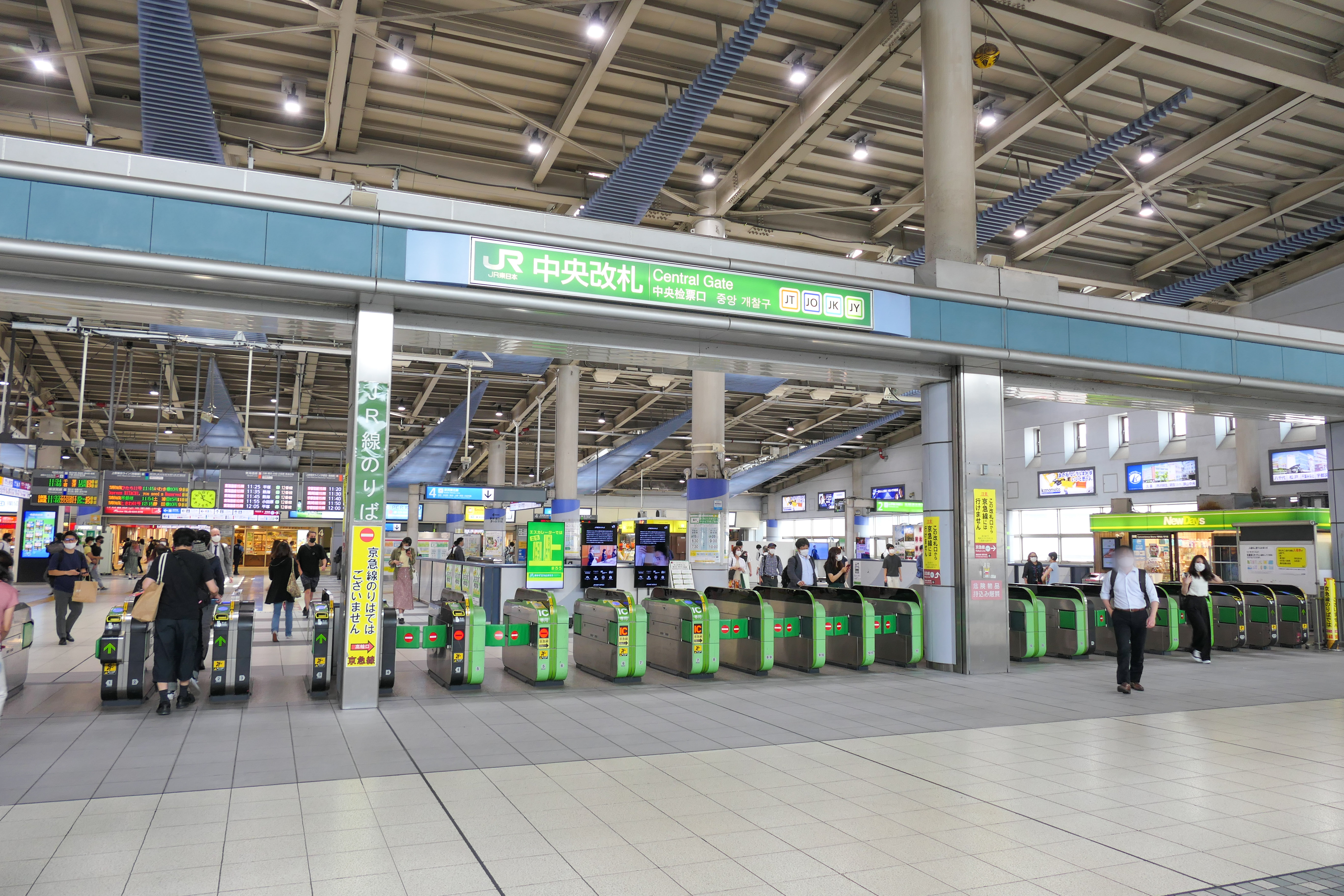
中央改札（2021年6月）
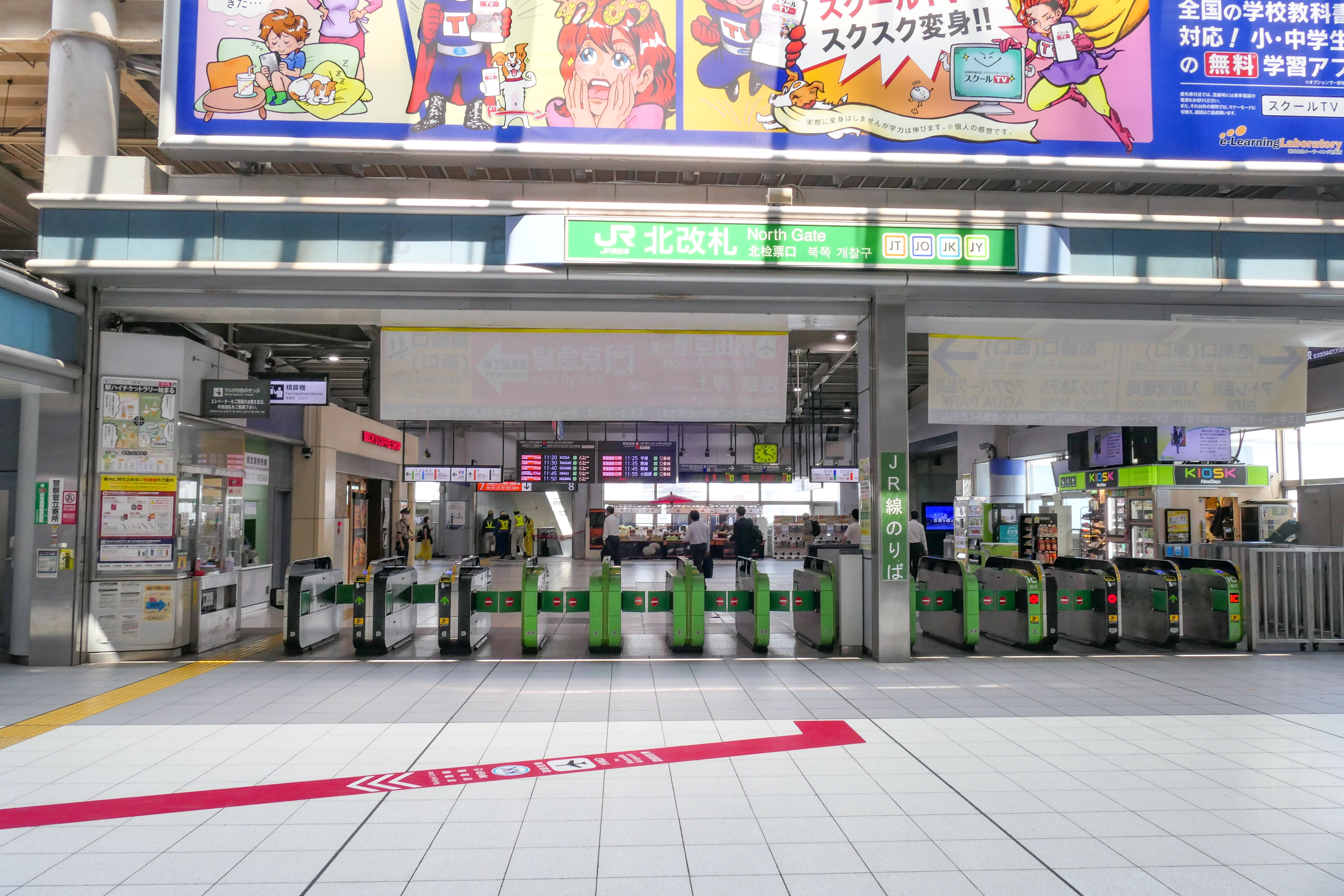
北改札（2021年6月）
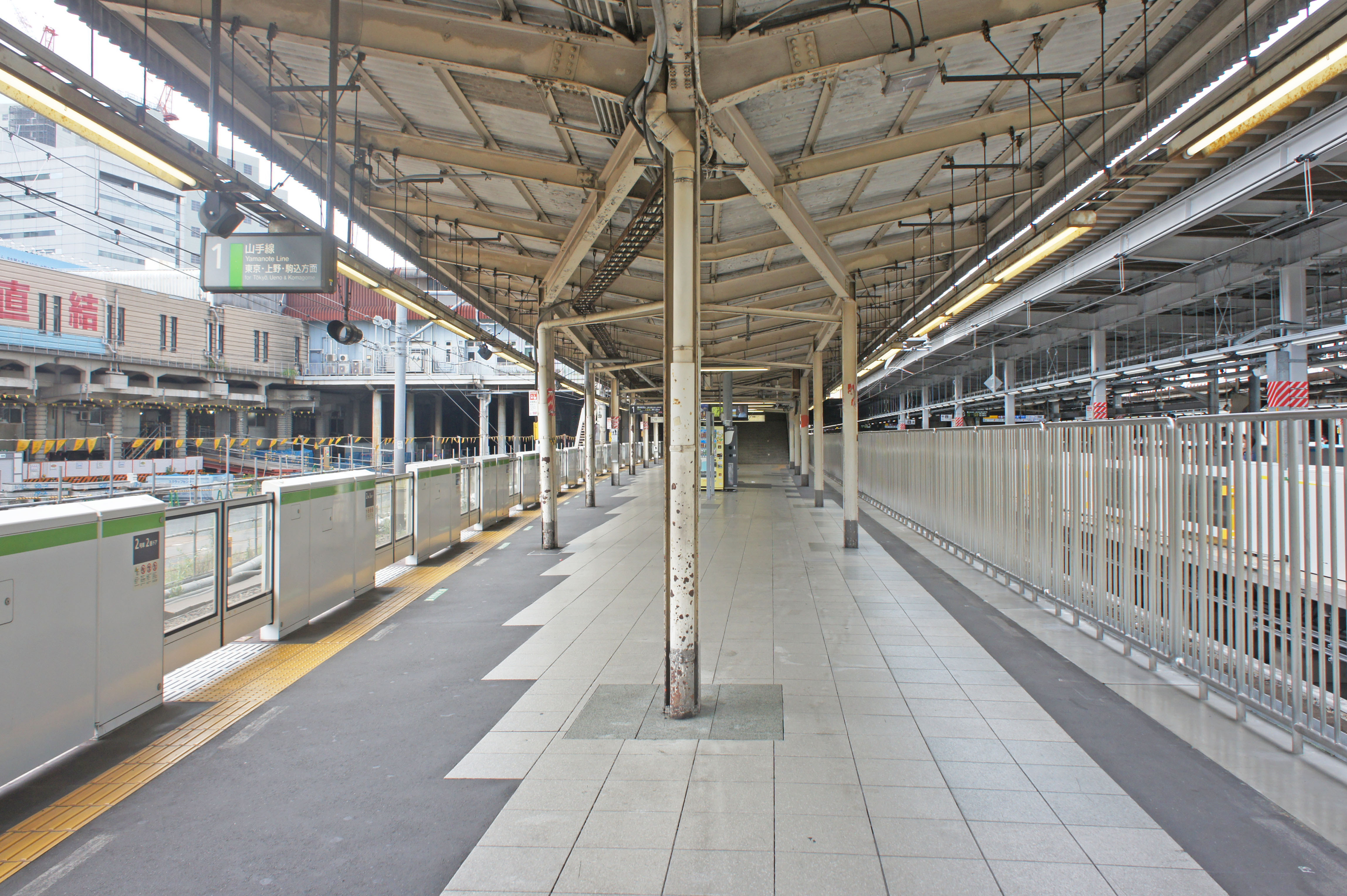
1番線（山手線）ホーム（2022年8月）
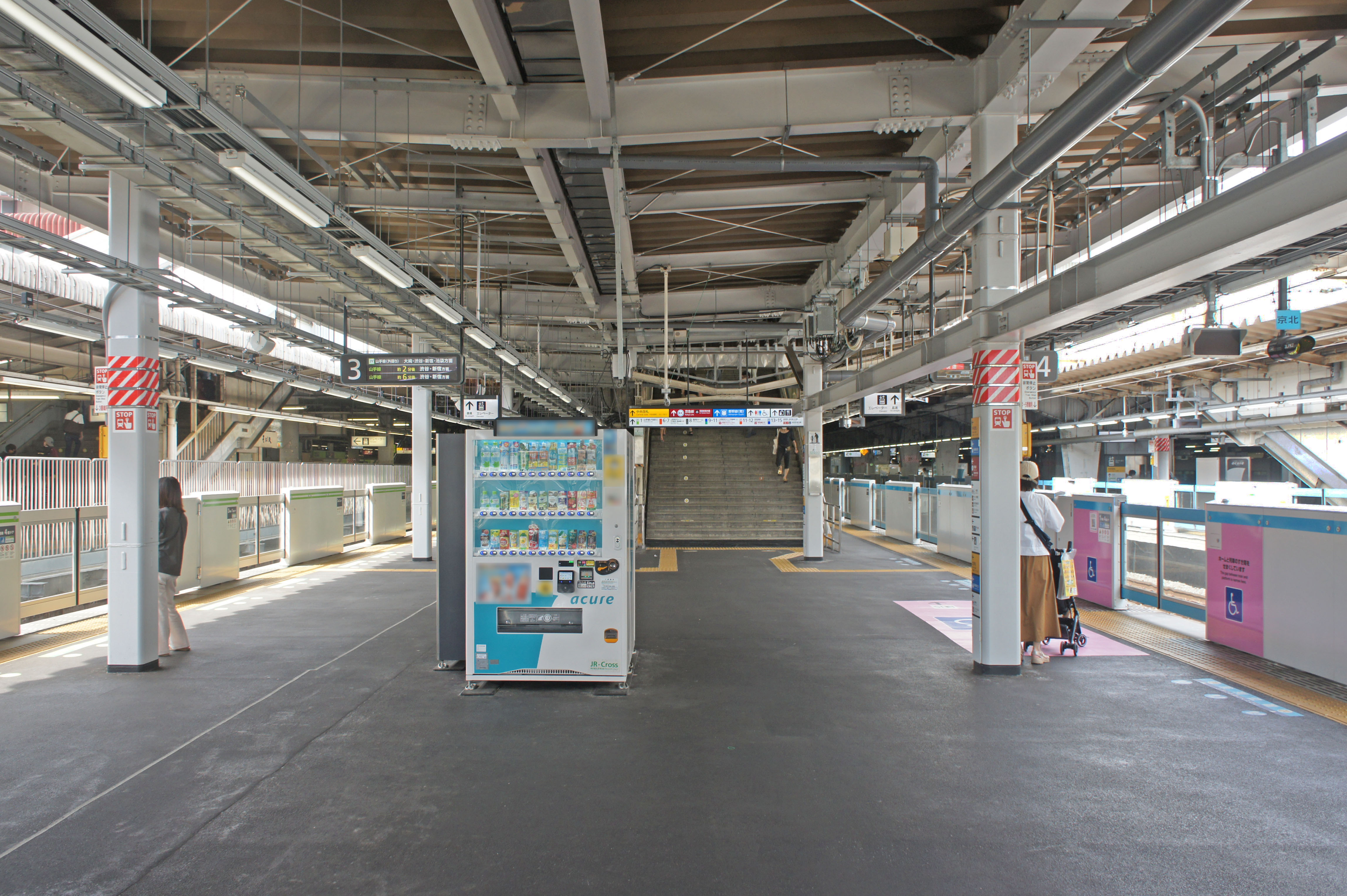
3・4番線（山手線・京浜東北線）ホーム（2022年8月）
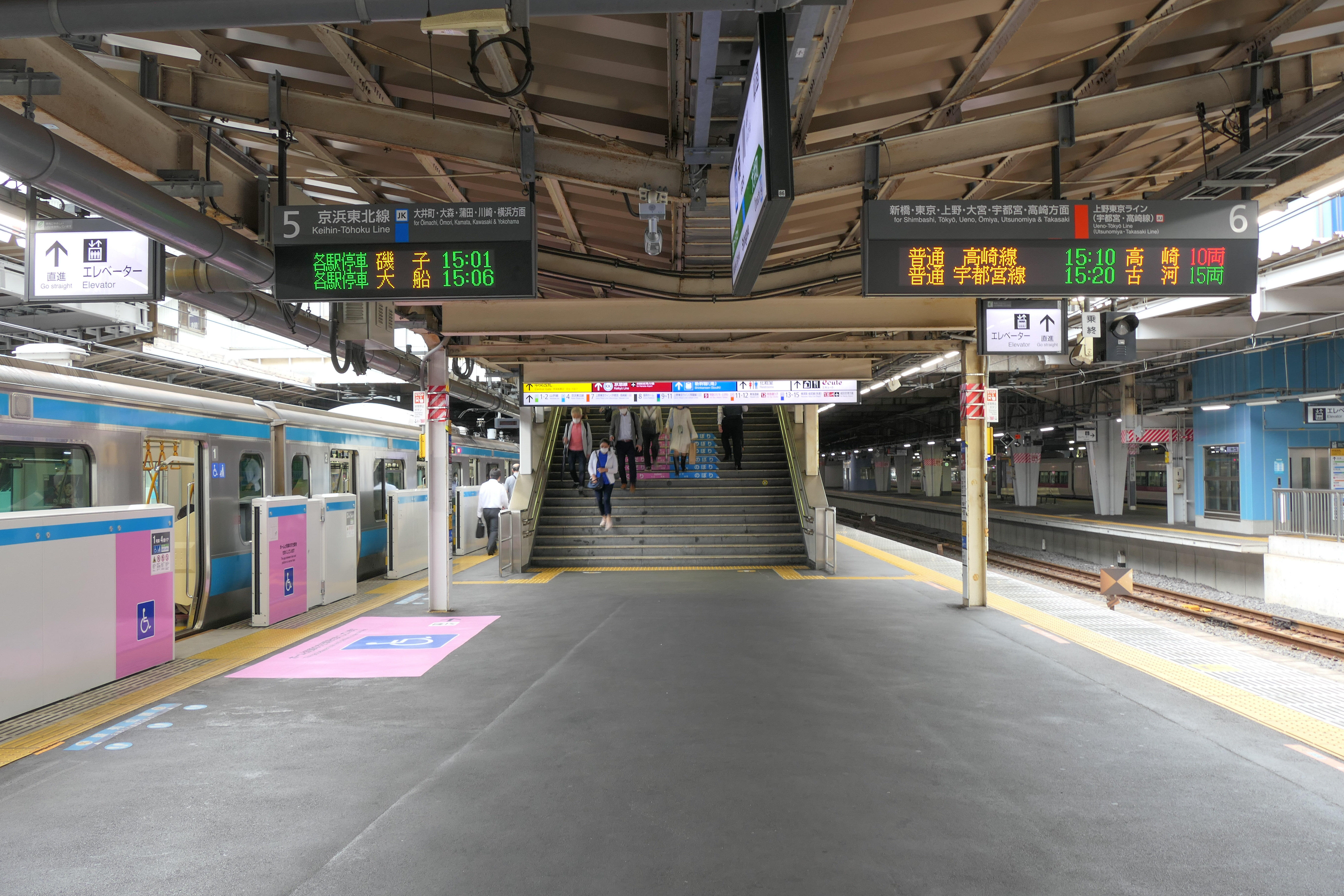
5・6番線（京浜東北線・上野東京ライン）ホーム（2021年7月）
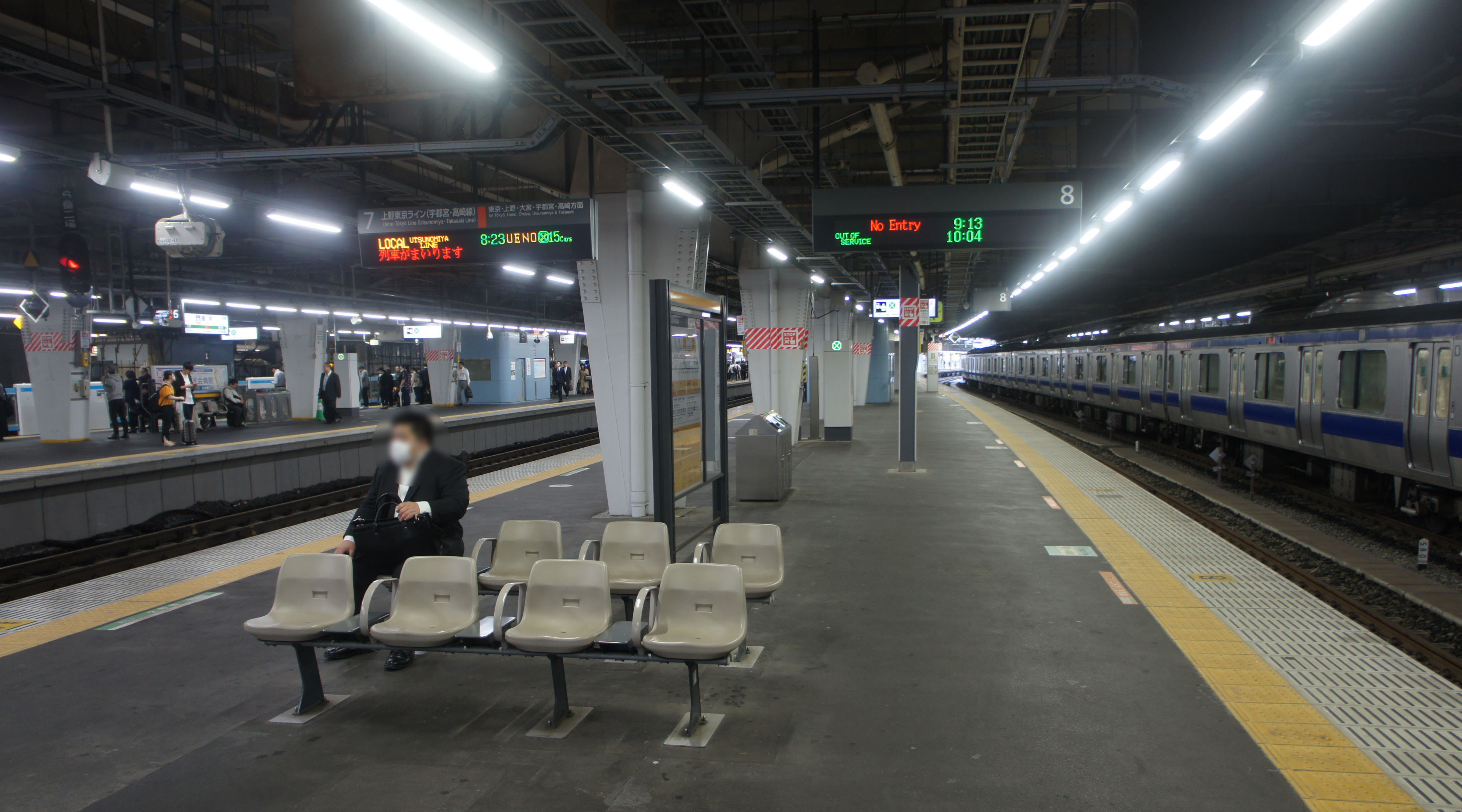
7・8番線（上野東京ライン）ホーム（2019年6月）
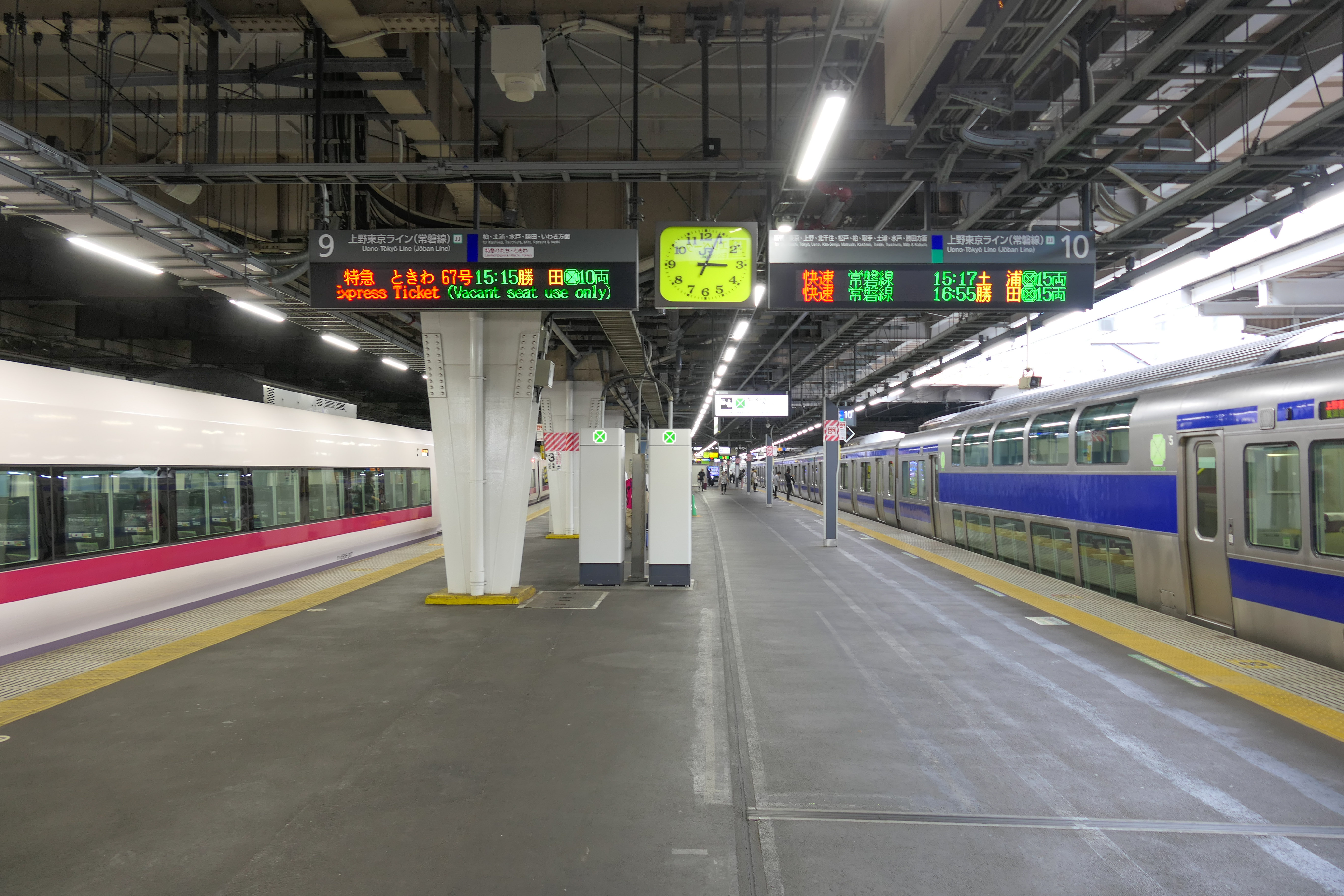
9・10番線（上野東京ライン）ホーム（2021年7月）
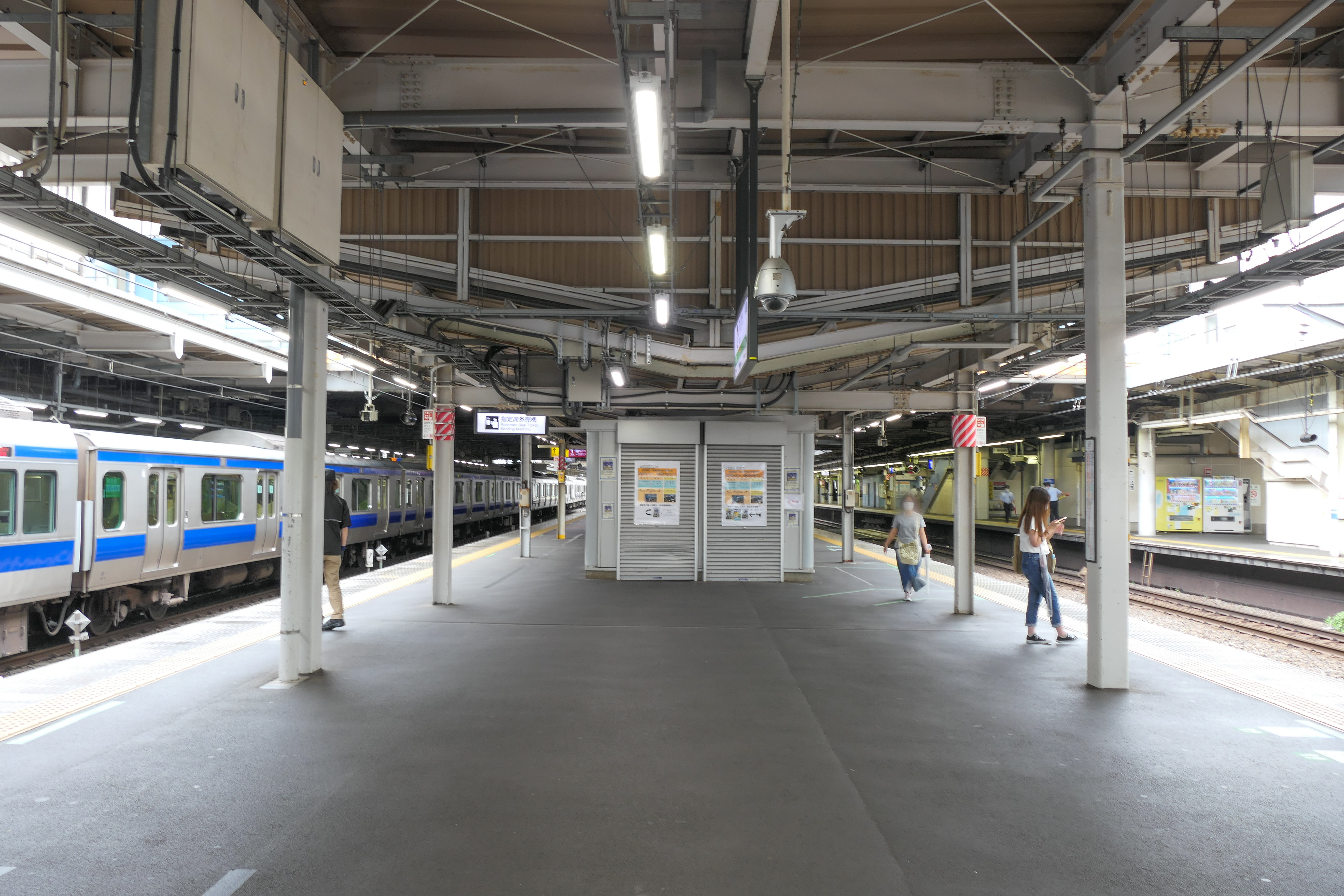
11・12番線（東海道線）ホーム（2021年7月）
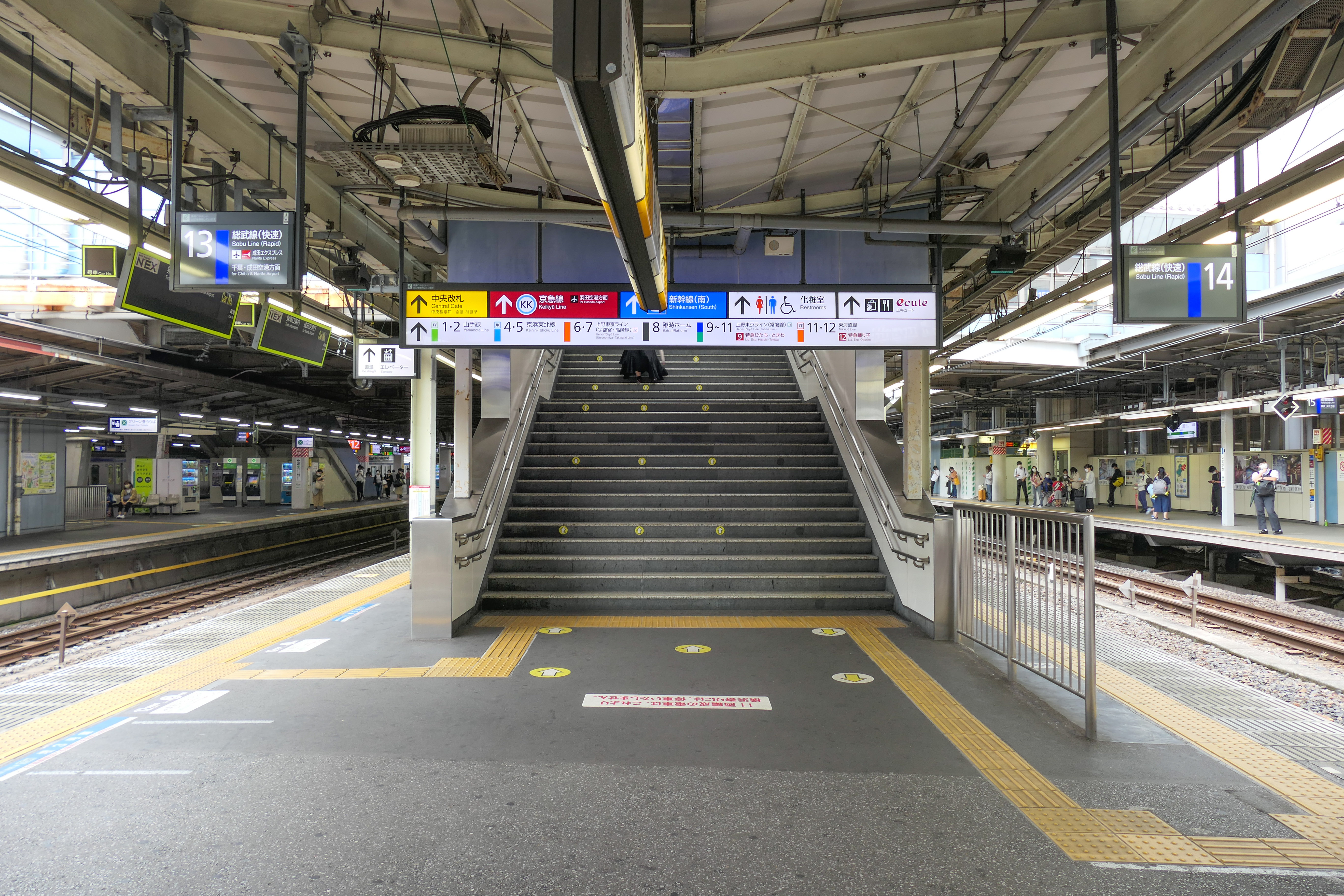
13・14番線（総武快速線）ホーム（2021年7月）
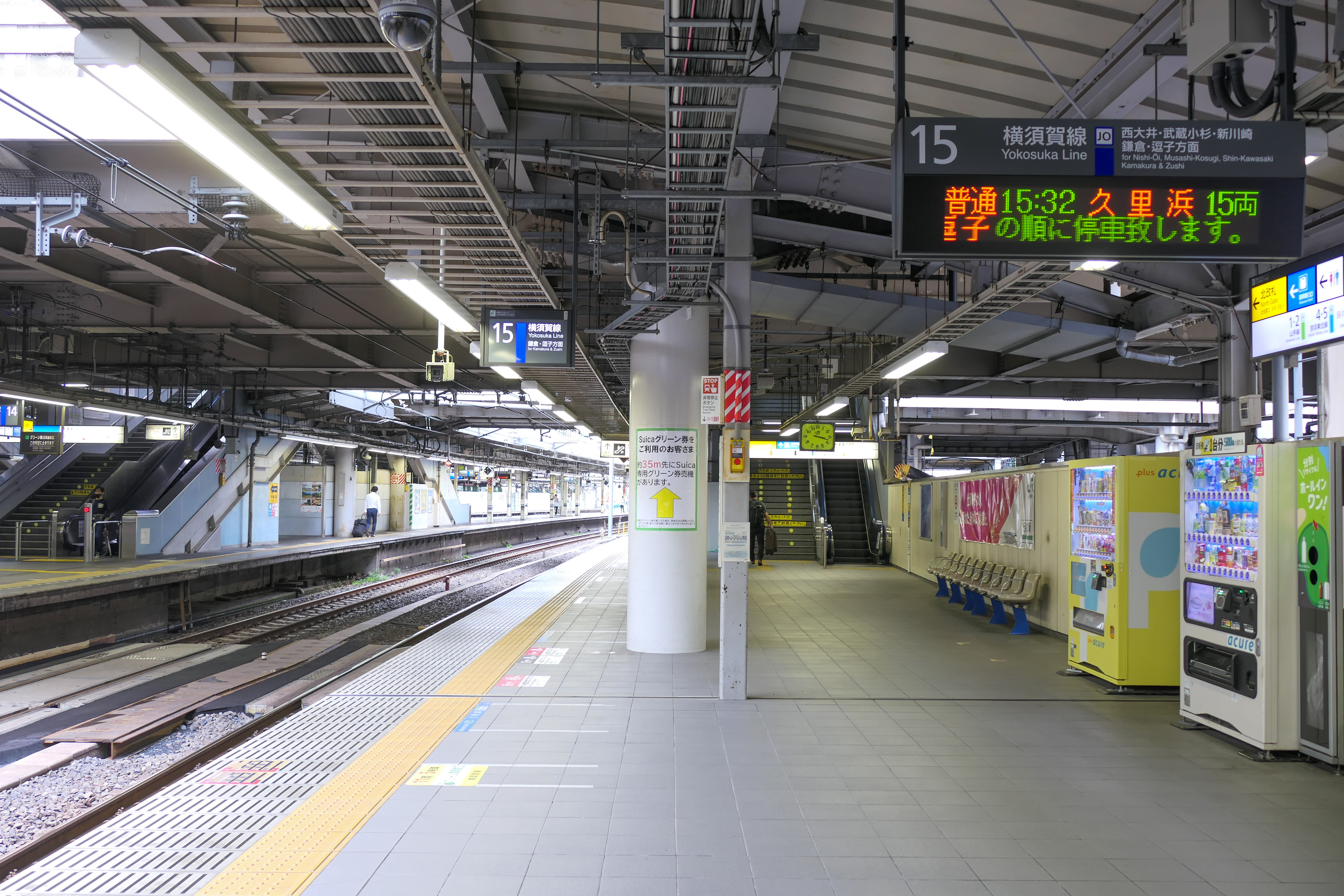
15番線（横須賀線）ホーム（2021年7月）
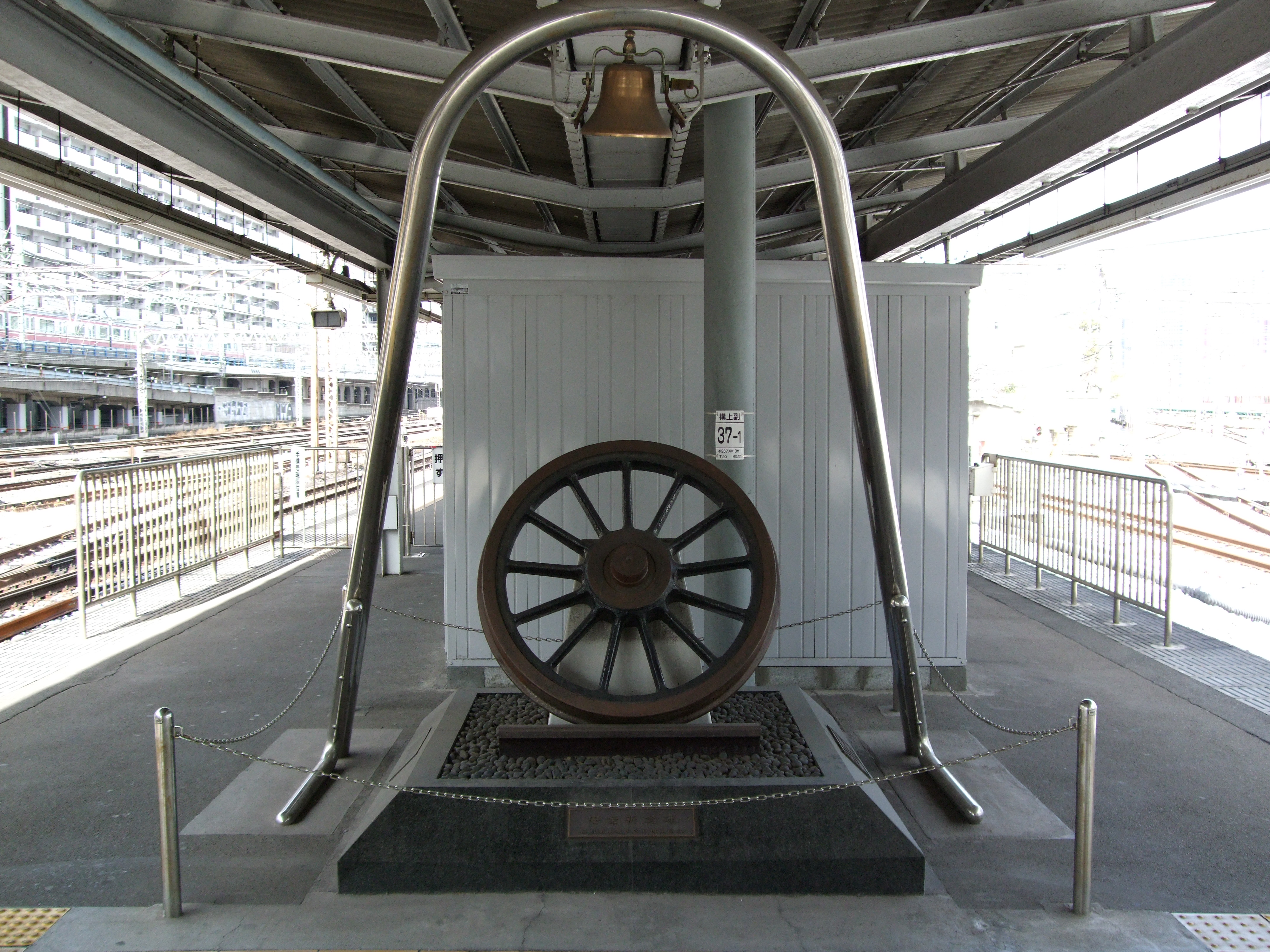
駅開業130周年の安全祈念碑（9・10番線東京寄り）
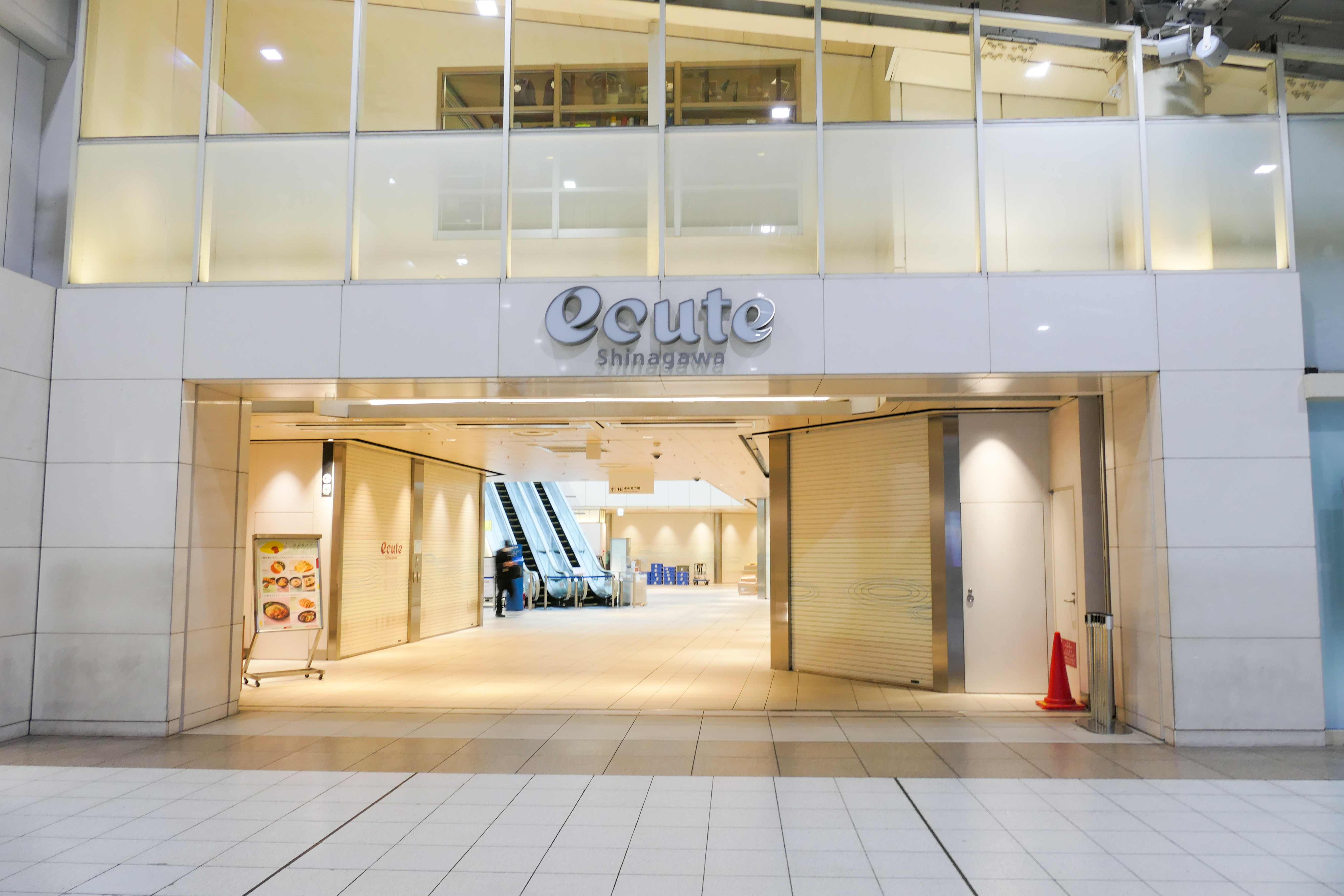
エキュート品川（2022年4月）
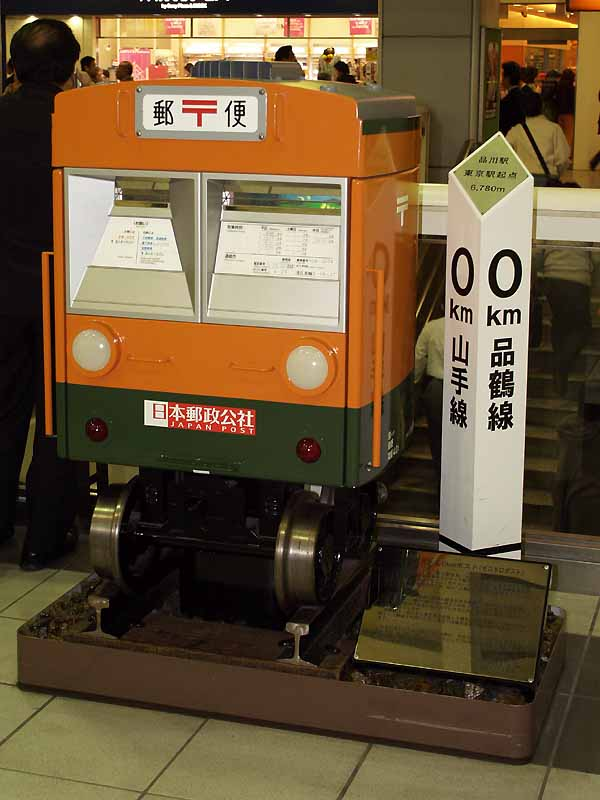
JR東日本構内施設「エキュート品川」開設を記念して設置された郵便ポスト（5・6番線階段付近）

### JR東海
東側に位置する16両編成対応の島式2面4線のホーム（有効長：410メートル。ホーム幅：5.4 - 9.3メートル（上り）、5.2 - 9.8メートル（下り））で、S字状に緩くカーブしている。22・23番線から東京寄りに有効長445メートルの引き上げ線が3本あり、列車の折り返しが可能である。
東海道新幹線ホームやその東側は、1990年代半ばまで品川機関区や貨物取り扱い施設、新幹線の車両基地があった。
駅上部のJR東海品川ビルには、JR東海東京本社が入居する。
東海道新幹線品川駅の構想自体は日本国有鉄道（国鉄）時代から存在し、国鉄分割民営化時にJR東海に継承された。JR東海がJR東日本から新幹線ホーム建設用地を購入する際、JR東海はJR東日本が品川駅周辺の土地を旧国鉄から簿価で引き継いだことを持ち出し、簿価で売却するようJR東日本に要求したが、JR東日本は時価売却を主張した。最終的に、バブル崩壊後で地価が下落していたこともあり、JR東海が時価での売却に合意した。駅舎などの設備は1997年（平成9年）5月26日に着工し、6年4か月かけて2003年（平成15年）9月15日に完成した。東海道新幹線の駅としては最も新しい。
東海道新幹線品川駅が建設された理由として、当駅折り返し列車の設定による東海道新幹線の輸送力増強が大きな目的とされ、東京駅から東京第一車両所・東京第二車両所に出入りする回送列車との競合を西側に駅を設置することで回避し、1時間に4本の増発が可能であるとされたが、2003年（平成15年）10月1日の開業以降しばらくの間当駅折り返し定期列車が設定されていなかった。2007年（平成19年）7月1日ダイヤ改正にて、N700系による当駅始発列車「のぞみ」99号博多行き（6時00分発）が新設された。
ホーム上には売店などの店舗はない。売店等はホーム上階のコンコース・改札内に出店している。改札内の待合室を兼ねるコーナーには一部に無線LANコーナー（電源付き）がある。新幹線ホームは駅舎の内側にあるため、地下駅のようになっている。上下線とも外側が本線（通過線）となっており、転落防止のために可動式安全柵（ホームドア）が21・23・24番線に設置されている。また内側は副本線（待避線）であり、22番線には固定柵が設置されている。
2008年（平成20年）3月15日ダイヤ改正から全列車が停車。これにより、一部相互発着という手法で列車を停車させている。改正前日までは新大阪駅発着の「ひかり」のみ全列車が停車し「のぞみ」は約6割停車、広島駅・岡山駅発着の「のぞみ」と一部の「ひかり」は通過となっていた。
東海道新幹線のホームが供用開始となったのが、他駅と比べ比較的新しいこともあり、当駅は東海道新幹線の駅で初めて、開業当初からフルカラーLED式発車標が設置されていた。
新幹線北乗換改札・出札が新幹線メンテナンス東海に委託されているほかは直営である。
2023年（令和5年）11月現在、東海道新幹線ホーム周辺の地下で中央新幹線の島式プラットホーム2面4線が工事中である。

#### のりば
| 番線   | 路線         | 方向 | 行先               |
| ------ | ------------ | ---- | ------------------ |
| 21・22 | 東海道新幹線 | 上り | 東京方面           |
| 23・24 | 東海道新幹線 | 下り | 名古屋・新大阪方面 |

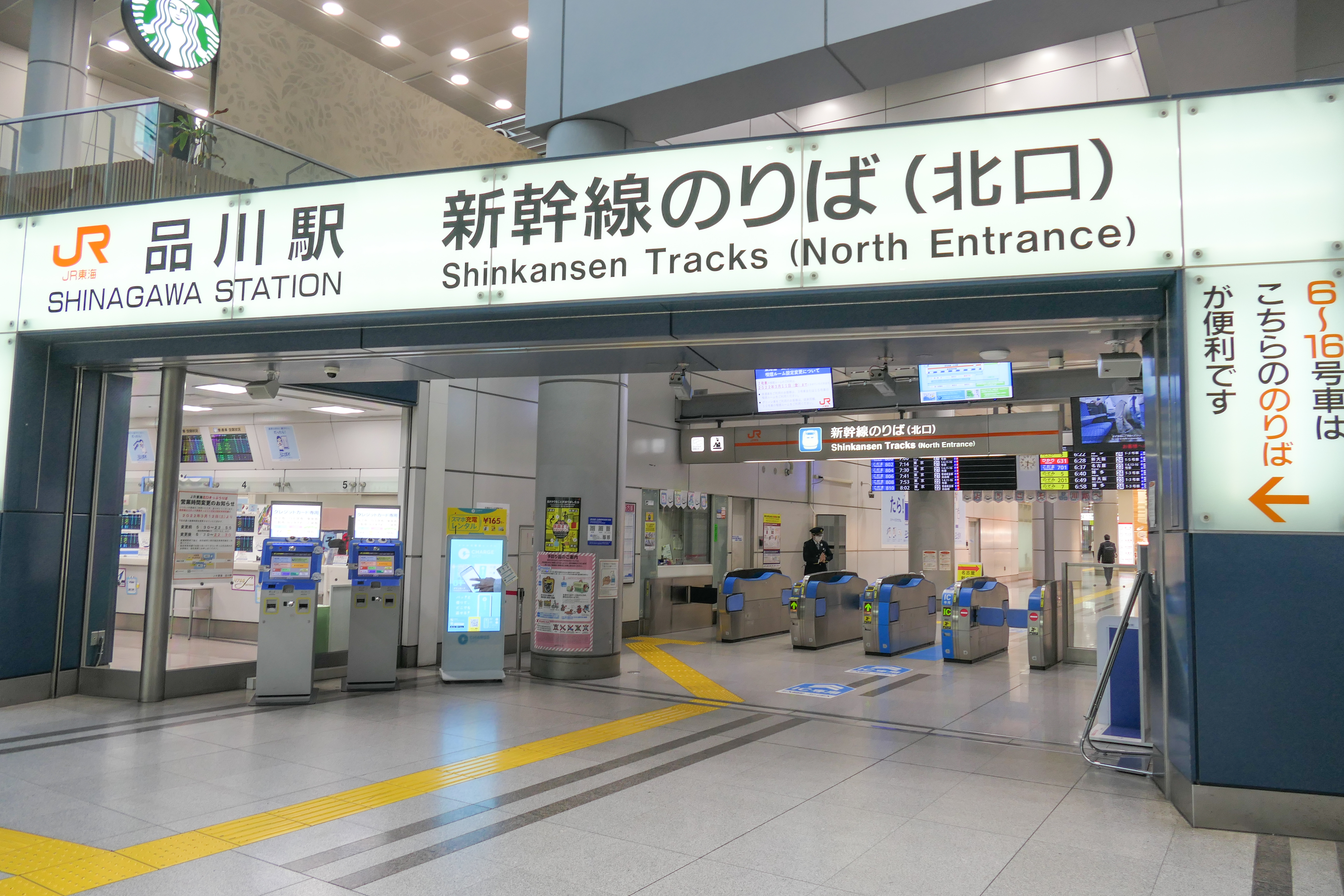
新幹線北改札口（2022年4月）
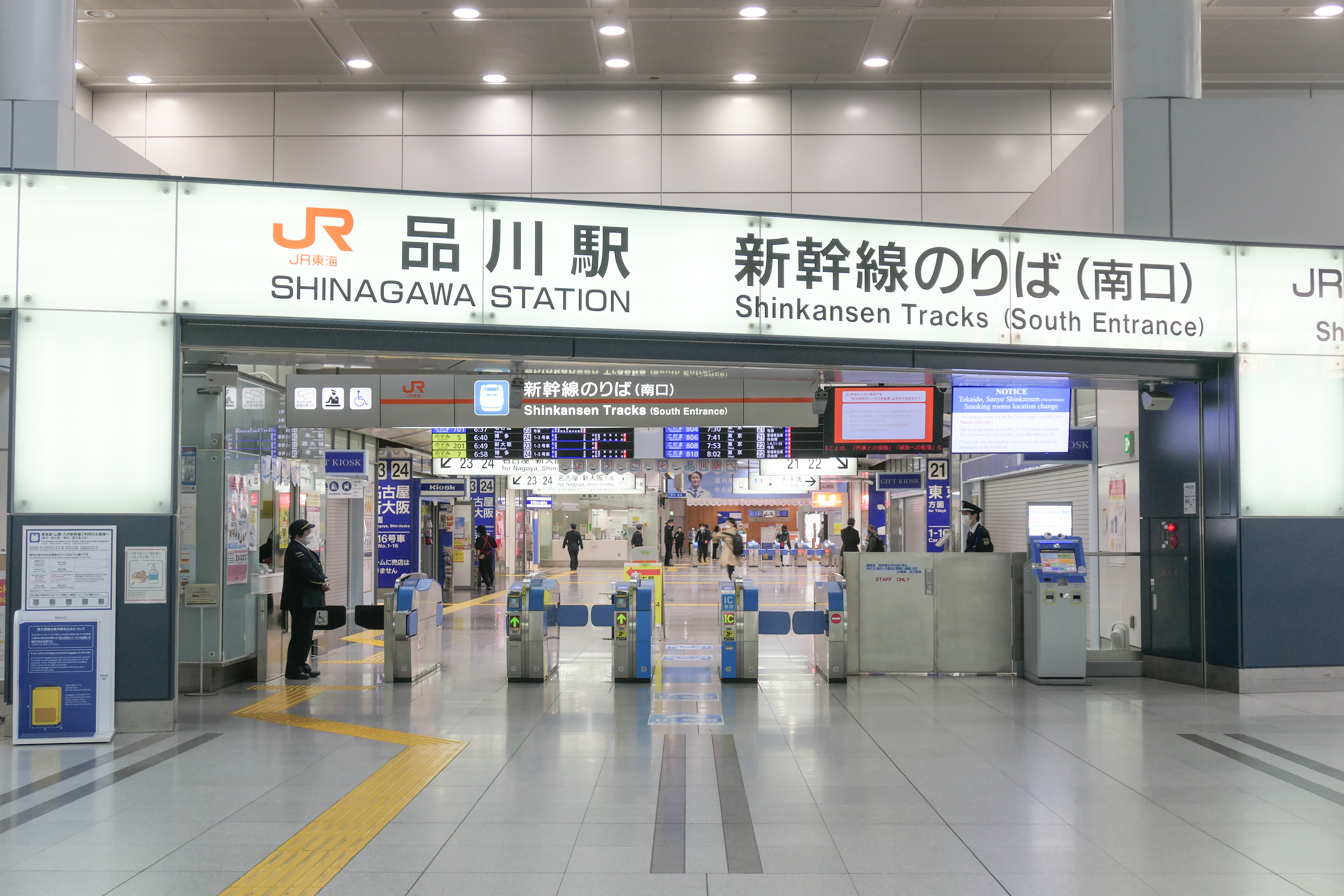
新幹線南改札口（2022年4月）
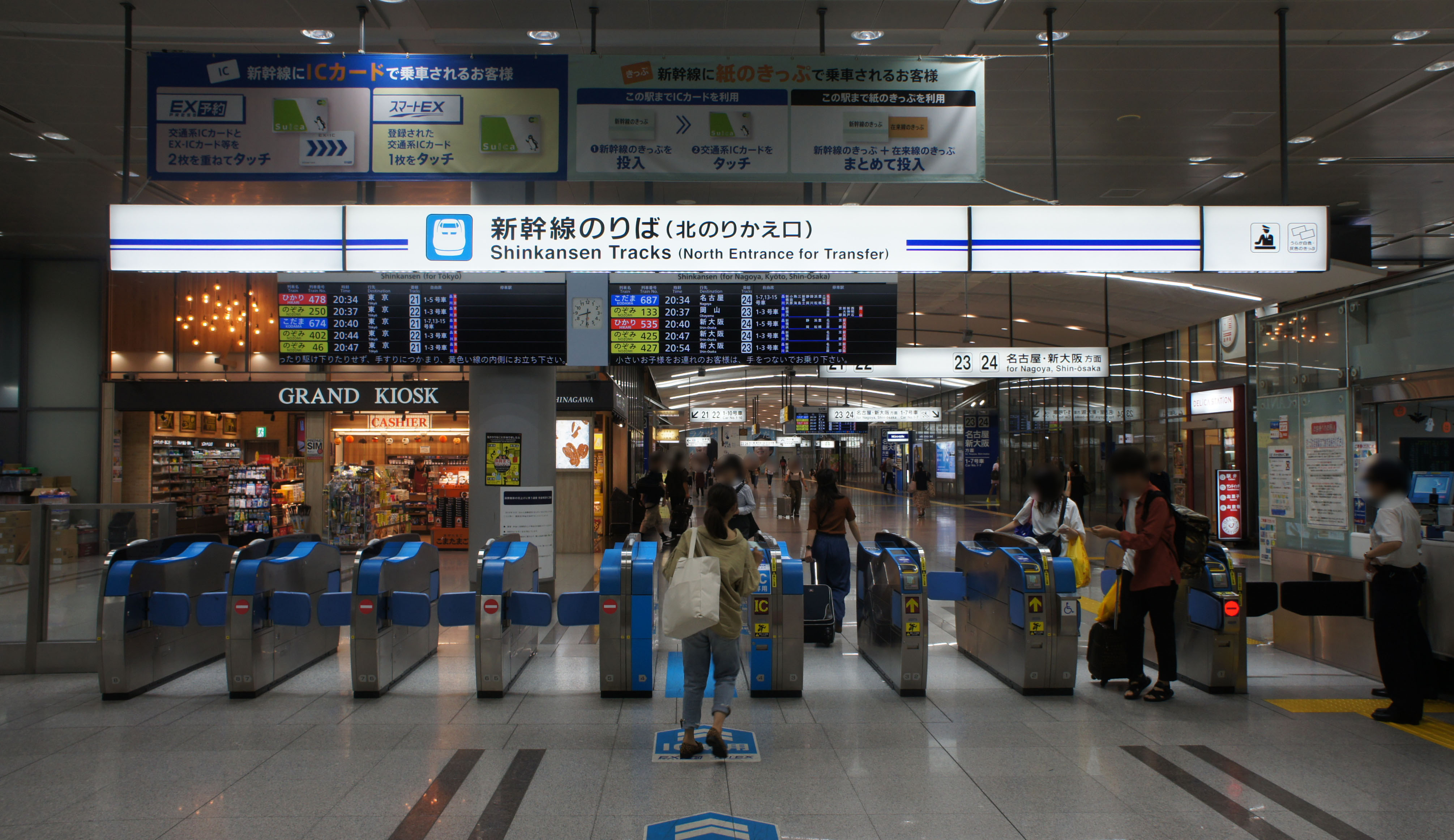
新幹線北乗換改札（2019年9月）
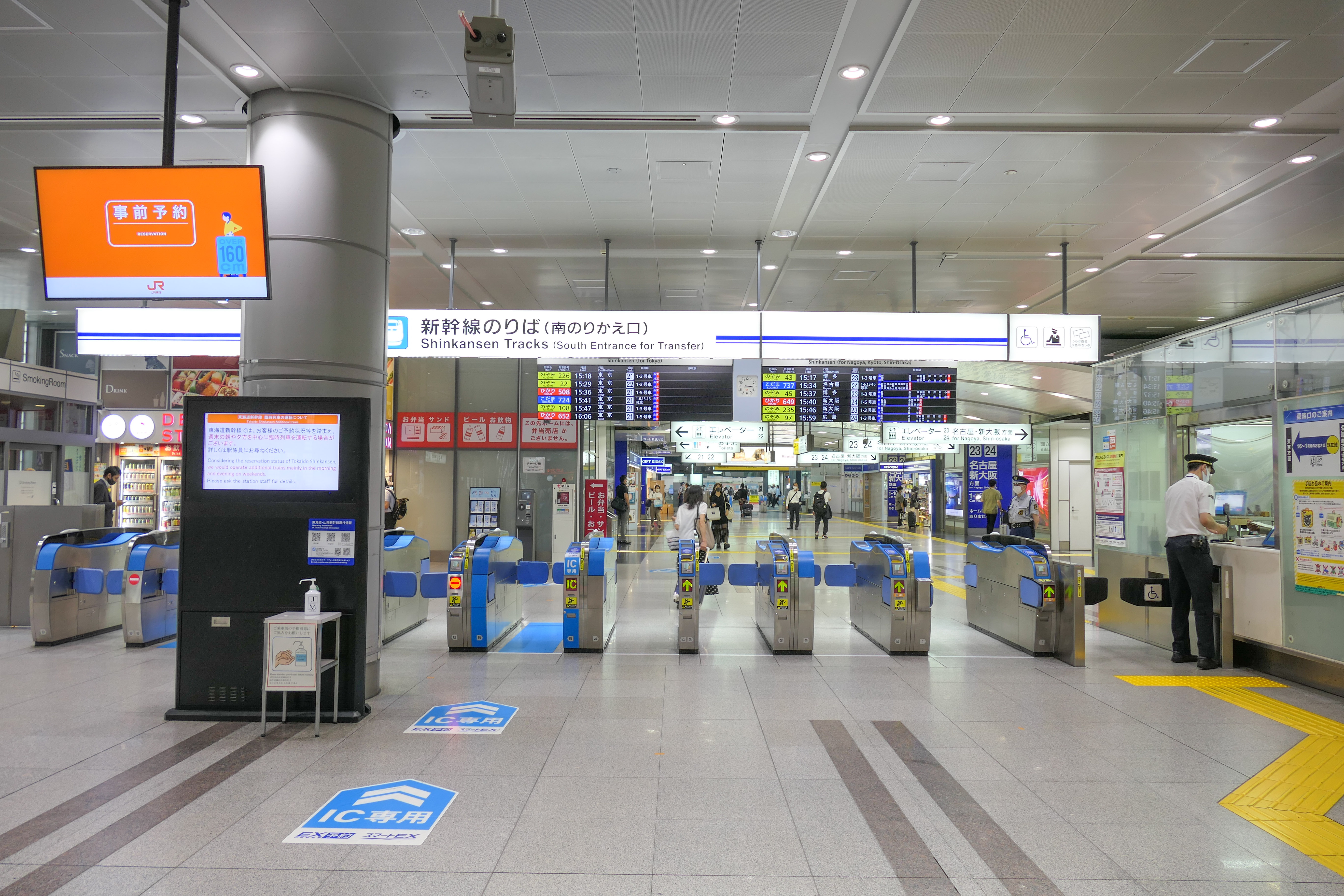
新幹線南乗換改札（2021年7月）
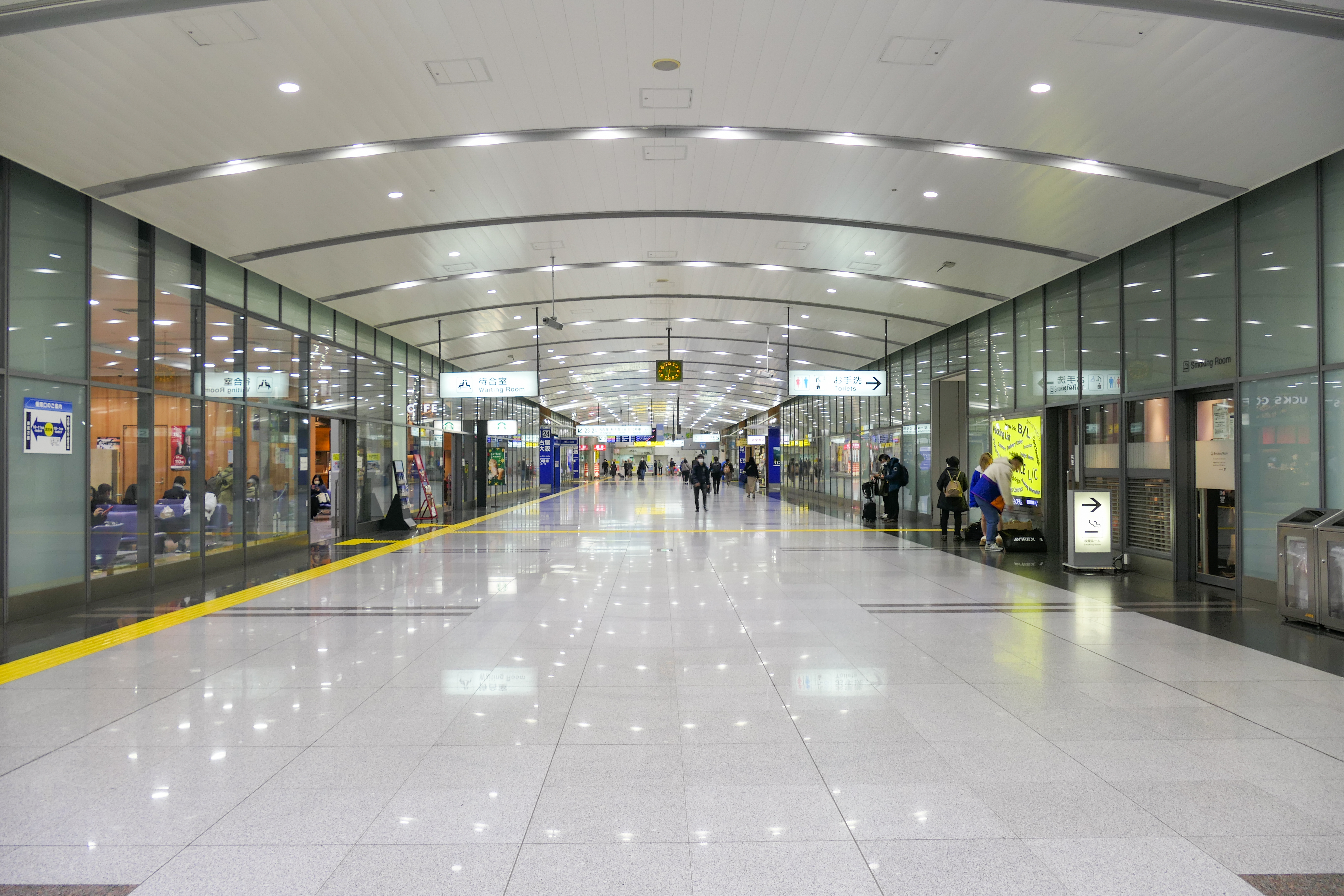
新幹線コンコース（2022年11月）
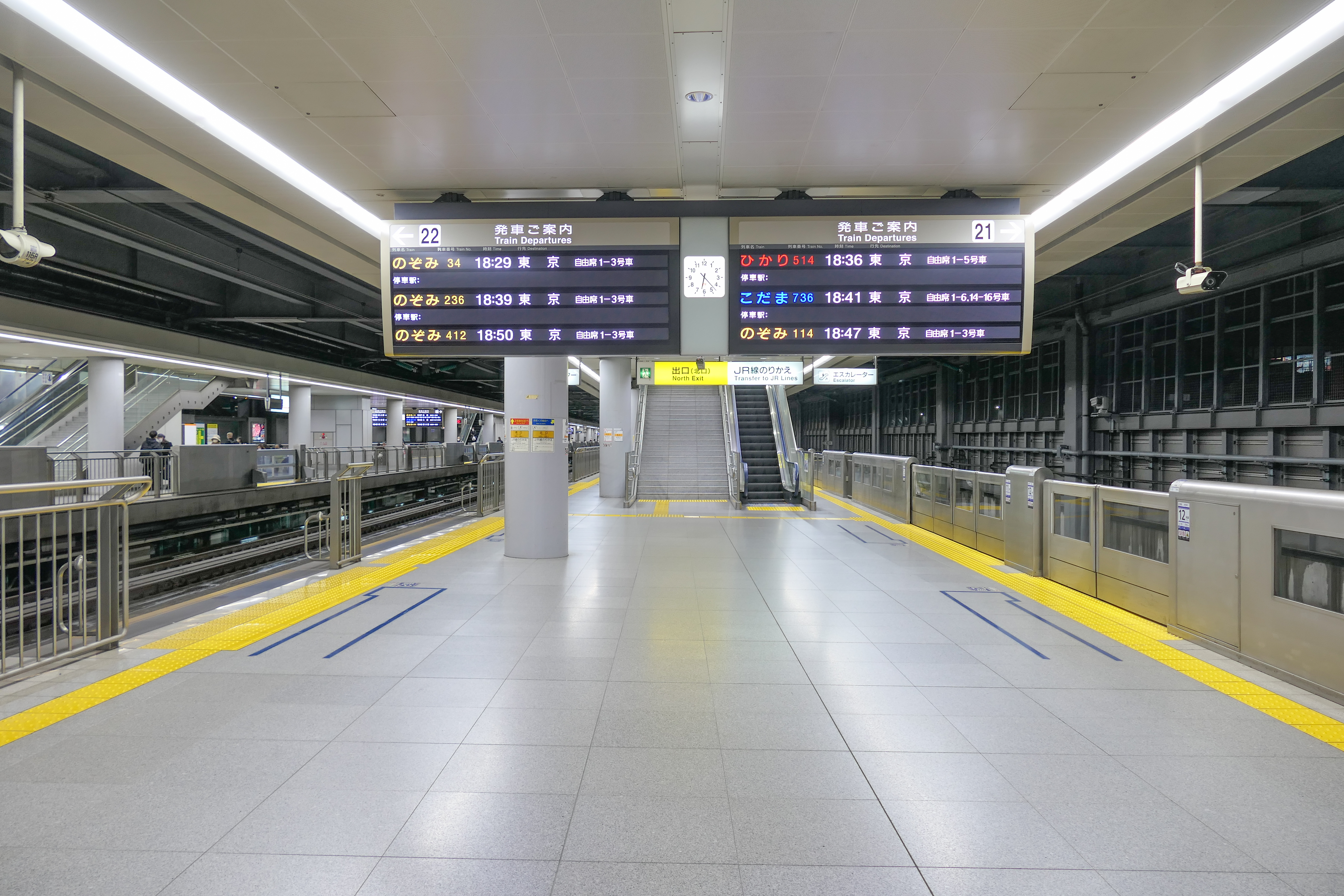
21・22番線ホーム（2022年11月）
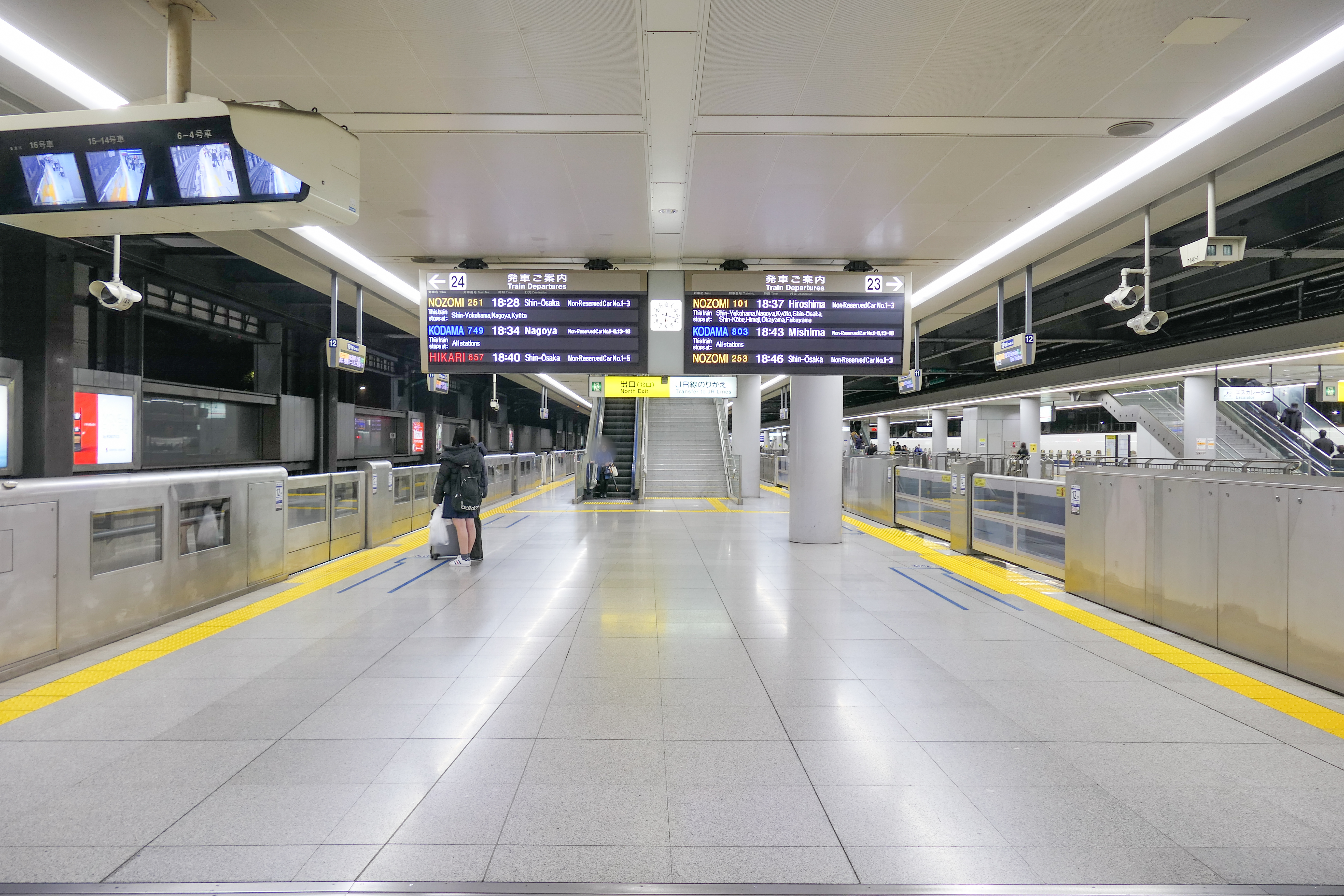
23・24番線ホーム（2022年11月）
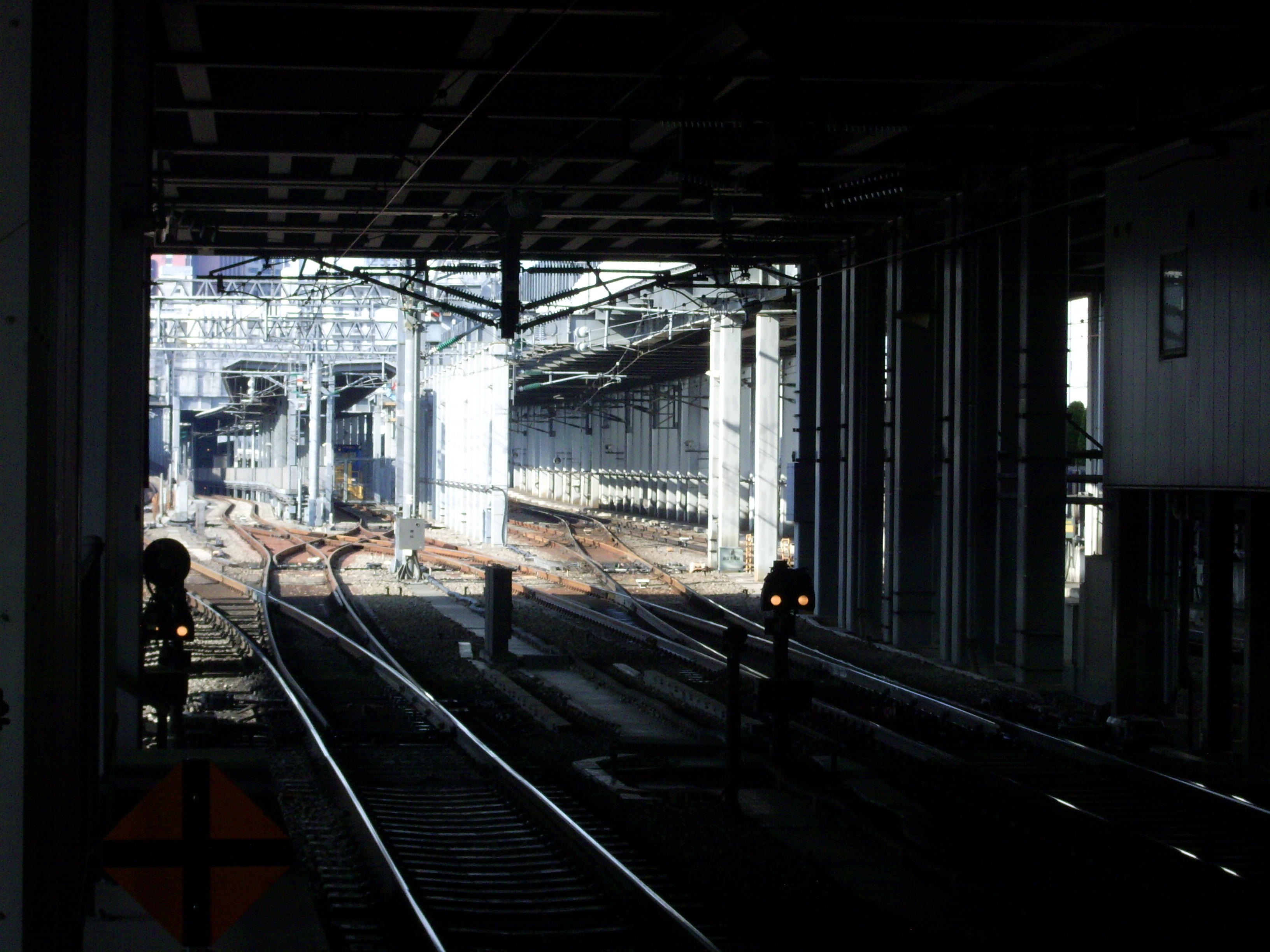
引上線

### 国鉄・JR線地上ホームの変遷
以下の表は当駅地上ホームの変遷を記したものである。なお、下表に示す以外に工事などにより、ホームが一時的に撤去されている場合もある。
| 時期              | 第1ホーム                                 | 第2ホーム                                     | 第3ホーム                                                        | 第4ホーム                                                                   | 第5ホーム                                                                            | 第6ホーム                                                             | 第7ホーム                                     | 第8ホーム        | 第9ホーム                     | 第10ホーム                    |
| ----------------- | ----------------------------------------- | --------------------------------------------- | ---------------------------------------------------------------- | --------------------------------------------------------------------------- | ------------------------------------------------------------------------------------ | --------------------------------------------------------------------- | --------------------------------------------- | ---------------- | ----------------------------- | ----------------------------- |
| 1976年 10月1日 -  | 1番線 ■山手線 内回り 2番線 ■山手線 外回り | 3番線 ■京浜東北線 北行 4番線 ■京浜東北線 南行 | 5・6番線 ■東海道線 上り ■横須賀線 上り                           | 7・8番線 ■臨時ホーム                                                        | 9・10番線 ■臨時ホーム                                                                | 11・12番線 ■東海道線 下り ■横須賀線 下り                              | 13・14番線 ■総武線（快速）                    | 未設置           | 未設置                        | 未設置                        |
| 1980年 10月1日 -  | 1番線 ■山手線 内回り 2番線 ■山手線 外回り | 3番線 ■京浜東北線 北行 4番線 ■京浜東北線 南行 | 5・6番線 ■東海道線 上り                                          | 7・8番線 ■臨時ホーム                                                        | 9・10番線 ■臨時ホーム                                                                | 11・12番線 ■東海道線 下り                                             | 13番線 ■総武線（快速） 14番線 ■横須賀線       | 未設置           | 未設置                        | 未設置                        |
| 2003年 10月1日 -  | 1番線 ■山手線 内回り 2番線 ■山手線 外回り | 3番線 ■京浜東北線 北行 4番線 ■京浜東北線 南行 | 5・6番線 ■東海道線 上り                                          | 7・8番線 ■臨時ホーム                                                        | 9・10番線 ■臨時ホーム                                                                | 11・12番線 ■東海道線 下り                                             | 13番線 ■総武線（快速） 14番線 ■横須賀線       | 未設置           | 21・22番線 ■東海道新幹線 上り | 23・24番線 ■東海道新幹線 下り |
| 2008年 3月15日 -  | 1番線 ■山手線 内回り 2番線 ■山手線 外回り | 3番線 ■京浜東北線 北行 4番線 ■京浜東北線 南行 | 5・6番線 ■東海道線 上り                                          | 7・8番線 ■臨時ホーム                                                        | 9・10番線 ■臨時ホーム                                                                | 11・12番線 ■東海道線 下り                                             | 13番線 ■総武線（快速） 14番線 ■総武線（快速） | 15番線 ■横須賀線 | 21・22番線 ■東海道新幹線 上り | 23・24番線 ■東海道新幹線 下り |
| 2011年 10月2日 -  | 1番線 ■山手線 内回り 2番線 ■山手線 外回り | 3番線 ■京浜東北線 北行 4番線 ■京浜東北線 南行 | 5・6番線 ■東海道線 上り                                          | 7・8番線 ■臨時ホーム                                                        | 9番線 ■臨時ホーム 10番線 ■東海道線 下り                                              | 11番線 ■東海道線 下り 12番線 使用停止                                 | 13番線 ■総武線（快速） 14番線 ■総武線（快速） | 15番線 ■横須賀線 | 21・22番線 ■東海道新幹線 上り | 23・24番線 ■東海道新幹線 下り |
| 2012年 9月23日 -  | 1番線 ■山手線 内回り 2番線 ■山手線 外回り | 3番線 ■京浜東北線 北行 4番線 ■京浜東北線 南行 | 5・6番線 ■東海道線 上り                                          | 7・8番線 ■臨時ホーム                                                        | 9・10番線 使用停止                                                                   | 11・12番線 ■東海道線 下り                                             | 13番線 ■総武線（快速） 14番線 ■総武線（快速） | 15番線 ■横須賀線 | 21・22番線 ■東海道新幹線 上り | 23・24番線 ■東海道新幹線 下り |
| 2013年 11月24日 - | 1番線 ■山手線 内回り 2番線 ■山手線 外回り | 3番線 ■京浜東北線 北行 4番線 ■京浜東北線 南行 | 5・6番線 ■東海道線 上り                                          | 7・8番線 使用停止                                                           | 9・10番線 ■臨時ホーム                                                                | 11・12番線 ■東海道線 下り                                             | 13番線 ■総武線（快速） 14番線 ■総武線（快速） | 15番線 ■横須賀線 | 21・22番線 ■東海道新幹線 上り | 23・24番線 ■東海道新幹線 下り |
| 2014年 12月7日 -  | 1番線 ■山手線 内回り 2番線 ■山手線 外回り | 3番線 ■京浜東北線 北行 4番線 ■京浜東北線 南行 | 5番線 ■東海道線 上り 6番線 使用停止                              | 7番線 使用停止 8番線 ■東海道線 上り                                         | 9・10番線 ■臨時ホーム                                                                | 11・12番線 ■東海道線 下り                                             | 13番線 ■総武線（快速） 14番線 ■総武線（快速） | 15番線 ■横須賀線 | 21・22番線 ■東海道新幹線 上り | 23・24番線 ■東海道新幹線 下り |
| 2015年 3月14日 -  | 1番線 ■山手線 内回り 2番線 ■山手線 外回り | 3番線 ■京浜東北線 北行 4番線 ■京浜東北線 南行 | 5番線 ■上野東京ライン （■宇都宮・高崎線） 6番線 使用停止         | 7番線 使用停止 8番線 ■上野東京ライン （■宇都宮・高崎線）                    | 9番線 ■上野東京ライン （■常磐線（特急）） 10番線 ■上野東京ライン （■常磐線（快速）） | 11番線 ■東海道線 ■上野東京ライン （■常磐線（快速）） 12番線 ■東海道線 | 13番線 ■総武線（快速） 14番線 ■総武線（快速） | 15番線 ■横須賀線 | 21・22番線 ■東海道新幹線 上り | 23・24番線 ■東海道新幹線 下り |
| 2016年 11月20日 - | 1番線 ■山手線 内回り 2番線 ■山手線 外回り | 3番線 ■京浜東北線 北行 4番線 ■京浜東北線 南行 | 5番線 使用停止 6番線 ■上野東京ライン （■宇都宮・高崎線）         | 7番線 ■臨時ホーム 8番線 ■上野東京ライン （■宇都宮・高崎線）                 | 9番線 ■上野東京ライン （■常磐線（特急）） 10番線 ■上野東京ライン （■常磐線（快速）） | 11番線 ■東海道線 ■上野東京ライン （■常磐線（快速）） 12番線 ■東海道線 | 13番線 ■総武線（快速） 14番線 ■総武線（快速） | 15番線 ■横須賀線 | 21・22番線 ■東海道新幹線 上り | 23・24番線 ■東海道新幹線 下り |
| 2017年 3月4日 -   | 1番線 ■山手線 内回り 2番線 ■山手線 外回り | 3番線 ■京浜東北線 北行 4番線 ■京浜東北線 南行 | 5番線 使用停止 6番線 ■上野東京ライン （■宇都宮・高崎線）         | 7番線 ■上野東京ライン （■宇都宮・高崎線） 8番線 ■臨時ホーム                 | 9番線 ■上野東京ライン （■常磐線（特急）） 10番線 ■上野東京ライン （■常磐線（快速）） | 11番線 ■東海道線 ■上野東京ライン （■常磐線（快速）） 12番線 ■東海道線 | 13番線 ■総武線（快速） 14番線 ■総武線（快速） | 15番線 ■横須賀線 | 21・22番線 ■東海道新幹線 上り | 23・24番線 ■東海道新幹線 下り |
| 2017年 10月14日 - | 1番線 ■山手線 内回り 2番線 ■山手線 外回り | 3番線 ■京浜東北線 北行 4番線 ■京浜東北線 南行 | 5番線 使用停止 6番線 ■上野東京ライン （■宇都宮・高崎線）         | 7番線 ■上野東京ライン （■宇都宮・高崎線） 8番線 ■上野東京ライン （■常磐線） | 9番線 ■上野東京ライン （■常磐線（特急）） 10番線 ■上野東京ライン （■常磐線（快速）） | 11番線 ■東海道線 ■上野東京ライン （■常磐線（快速）） 12番線 ■東海道線 | 13番線 ■総武線（快速） 14番線 ■総武線（快速） | 15番線 ■横須賀線 | 21・22番線 ■東海道新幹線 上り | 23・24番線 ■東海道新幹線 下り |
| 2018年 3月17日 -  | 1番線 ■山手線 内回り 2番線 ■山手線 外回り | 3番線 ■京浜東北線 北行 4番線 ■京浜東北線 南行 | 5番線 使用停止 6番線 ■上野東京ライン （■宇都宮・高崎線）         | 7番線 ■上野東京ライン （■宇都宮・高崎線） 8番線 ■臨時ホーム                 | 9番線 ■上野東京ライン （■常磐線（特急）） 10番線 ■上野東京ライン （■常磐線（快速）） | 11番線 ■東海道線 ■上野東京ライン （■常磐線（快速）） 12番線 ■東海道線 | 13番線 ■総武線（快速） 14番線 ■総武線（快速） | 15番線 ■横須賀線 | 21・22番線 ■東海道新幹線 上り | 23・24番線 ■東海道新幹線 下り |
| 2018年 6月17日 -  | 1番線 ■山手線 内回り 2番線 ■山手線 外回り | 3番線 ■京浜東北線 北行 4番線 使用停止         | 5番線 ■京浜東北線 南行 6番線 ■上野東京ライン （■宇都宮・高崎線） | 7番線 ■上野東京ライン （■宇都宮・高崎線） 8番線 ■臨時ホーム                 | 9番線 ■上野東京ライン （■常磐線（特急）） 10番線 ■上野東京ライン （■常磐線（快速）） | 11番線 ■東海道線 ■上野東京ライン （■常磐線（快速）） 12番線 ■東海道線 | 13番線 ■総武線（快速） 14番線 ■総武線（快速） | 15番線 ■横須賀線 | 21・22番線 ■東海道新幹線 上り | 23・24番線 ■東海道新幹線 下り |
| 2019年 11月17日 - | 1番線 ■山手線 内回り 2番線 ■山手線 外回り | 3番線 使用停止 4番線 ■京浜東北線 北行         | 5番線 ■京浜東北線 南行 6番線 ■上野東京ライン （■宇都宮・高崎線） | 7番線 ■上野東京ライン （■宇都宮・高崎線） 8番線 ■臨時ホーム                 | 9番線 ■上野東京ライン （■常磐線（特急）） 10番線 ■上野東京ライン （■常磐線（快速）） | 11番線 ■東海道線 ■上野東京ライン （■常磐線（快速）） 12番線 ■東海道線 | 13番線 ■総武線（快速） 14番線 ■総武線（快速） | 15番線 ■横須賀線 | 21・22番線 ■東海道新幹線 上り | 23・24番線 ■東海道新幹線 下り |
| 2021年 12月5日 -  | 1番線 ■山手線 内回り                      | 3番線 ■山手線 外回り 4番線 ■京浜東北線 北行   | 5番線 ■京浜東北線 南行 6番線 ■上野東京ライン （■宇都宮・高崎線） | 7番線 ■上野東京ライン （■宇都宮・高崎線） 8番線 ■臨時ホーム                 | 9番線 ■上野東京ライン （■常磐線（特急）） 10番線 ■上野東京ライン （■常磐線（快速）） | 11番線 ■東海道線 ■上野東京ライン （■常磐線（快速）） 12番線 ■東海道線 | 13番線 ■総武線（快速） 14番線 ■総武線（快速） | 15番線 ■横須賀線 | 21・22番線 ■東海道新幹線 上り | 23・24番線 ■東海道新幹線 下り |

#### 備考
- 1950年（昭和25年）ごろは京浜東北線と山手線のホーム配置が現在と異なっており、合わせて3面5線で、1番線が山手線内回り、2番線が山手線出庫用、3番線が山手線外回り、4番線が京浜東北線北行、5番線が京浜東北線南行であった。このため、京浜東北線横浜方面から山手線渋谷方面への乗り換えは同一ホームで可能だった。同一方向での同一ホーム乗り換えは北2駅先の田町駅で行われており、これは現在も同じである。また、この関係は現在の代々木駅と新宿駅における山手線と中央緩行線の関係に近い。
- 2008年（平成20年）3月15日のダイヤ改正より、横須賀線13・14番線ホームと新幹線21・22番線の間に新設された1面1線の単式ホームである15番線の使用が開始された。これにより横須賀線列車の当駅折り返しが可能になり、「成田エクスプレス」の当駅発着列車・横須賀線（総武快速線直通）の当駅止まりの列車が新設された。2004年（平成16年）10月16日のダイヤ改正で湘南新宿ラインを大幅に増発して以降、横須賀線東京 - 品川間の運転が減少傾向にあったが、この15番線ホームの使用開始で改善された。また、湘南新宿ラインのダイヤが乱れた時に臨時ホームで折り返す事で東海道線の遅延を招いていたが、14番線（一部は15番線）ホームを使用することで他線区への影響を抑制することができる。
- 2011年（平成23年）10月2日より、10番線ホームの供用を開始し、下り「湘南ライナー」が停車していた。同時に11番線ホームの停止位置目標が100メートル程横浜寄りに移動し、12番線が工事のため使用停止になった。
- 2012年（平成24年）9月23日より、工事のため使用停止されていた12番線の使用が再開され、9・10番線ホームが工事のため使用停止になった。
- 2013年（平成25年）11月24日からは、9・10番線ホームが使用を再開し、7・8番線ホームが工事のため使用停止になった。同時に東京総合車両センター田町センター新車両基地の使用を開始した[報道 20][38]。
- 2014年（平成26年）12月7日からは、8番線ホームが使用を再開し、6番線ホームが工事のため使用停止になった。
- 2016年（平成28年）11月19日・20日に線路切換工事が実施され、6・7番線ホームの使用を再開し、5番線ホームが使用停止になった[報道 21]。
- 2018年（平成30年）6月16日・17日に線路切換工事が実施され、5番線ホームの使用を再開し、4番線ホームが使用停止になった[報道 22]。
- 2019年（令和元年）11月16日に線路切替工事が実施され、4番線ホームの使用を再開し、3番線ホームが使用停止になった[報道 9]。
- 2021年（令和3年）12月5日に線路切替工事が実施され、3番線ホームの使用を再開し、1・2番線ホームが1番線ホーム専用になり、2番線ホームが欠番になった。

### 京浜急行電鉄
構内の西側に位置し、2面3線のホームを有する高架駅である。東側（JR品川駅側）に単式ホーム（1番線）、西側に島式ホーム（2・3番線）が配置され、3番線は泉岳寺方が行き止まりとなっている。横浜・羽田空港方面（1番線）のホーム上に中間改札があり、JRのコンコースに直結する。この中間改札は、裏面が黒（磁気）でJR・京急線にまたがる前提の乗車券か、PASMOおよび相互利用可能なICカードで利用可能である。裏面に磁気のない切符や、京急線・JR線いずれかの切符で本駅下車ののち、他方の会社線に乗る場合は、改札横の窓口（京急→JRは右、JR→京急は左）で、使用したきっぷの回収とこれから乗車する会社線の乗車券を購入することで、中間改札を利用できる。
各ホームには「イブニング・ウィング号」の座席指定券自動券売機が設置され（改札外にも設置）、跨線橋にはJR東海のエクスプレス予約乗車券類受取機が設置されている。
2番線に到着した当駅止まりの列車は、泉岳寺寄りにある引き上げ線に入って折り返し、1番線に転線する（なお、この引き上げ線には業務用のホームがあり、京急の品川駅職員は「新品川」と呼称している。）。一部列車は3番線に入線し、そのまま折り返す。ただし、ダイヤの乱れで引き上げ線が使用できない場合は、3番線に入線した列車が一旦北品川方面への本線へと転線し、そこから1番線へ入線する場合もある。
1・2番線のホーム有効長は12両編成分、3番線は10両編成分である。
当駅は途中駅ではあるが京急本線の正式な起点であり、当駅 - 泉岳寺駅間は支線の扱いとなっている。泉岳寺方面へ直通する列車は、当駅から「普通」または「快速」「通勤特急」「アクセス特急」など、京成電鉄の種別に変更される。ただし泉岳寺行きは種別は変更されず、都営浅草線内「エアポート快特」で運転する種別は押上駅で京成の種別に変更される。
なお、京急車で運行される運用で、京急・都営・京成の全区間「エアポート快特（アクセス特急）」や「快特（快速特急）」の場合、駅での案内上は同一種別だが、電車の列車番号のアルファベットは、京成線直通は品川で、京急線羽田空港や三崎口行きは泉岳寺で「SH」から「H」に変更されるため、車内モニターの広域路線図は品川・泉岳寺到着後リセットされ同駅（品川・泉岳寺）始発の扱いとなる。全区間特急はリセットされない。
当駅と泉岳寺駅は京成の列車種別を含めると、京急の全列車種別が停車する駅である（「ウィング」「エアポート快特」「快特（京急）・快速特急（京成）」「アクセス特急」「特急」「通勤特急」「快速」「急行」「普通」の9種別）。
1番線のみ大原さやかによる自動放送が導入されている。早朝やダイヤ乱れ時は簡易放送に変更される。当駅では下り列車の今度の発車案内放送を流すが、羽田空港第1・第2ターミナル行以外の場合はその発車時刻が最後に放送される。2008年（平成20年）11月18日より、羽田空港第1・第2ターミナル行列車の入線時の案内放送の冒頭に羽田空港旅客ターミナルで使用されているチャイム音をアレンジしたものが追加された。また、羽田空港第1・第2ターミナル行の列車の案内では英語放送も実施される。
発車標は、1998年（平成10年）までは京急川崎駅などに設置されている反転フラップ式発車標より一世代前の反転フラップ式の発車標が使用されていたが、1998年（平成10年）に3色LED式へ交換、そして2009年（平成21年）2月にフルカラーLED式へ交換され、同時に後述の「駅メロディ」も開始された。最初は2・3番線のものが交換され、その次に1番線のものが交換された。この発車標は日本語・英語以外にも中国語・朝鮮語も表示されるようになった。また同時にLCD式の乗車位置案内も設置された。なお、1階改札前の発車標も2009年2月にLCD式へ交換された。2017年（平成29年）6月には1番線の横浜寄りの発車標が新型のものに交換され、7月には全て新型へ交換された。
京急の駅では、スルッとKANSAI 3day (2day) チケットを発売していた。
開業当初の番線は山側（上りホーム）から付番され、6番線（4線）まであった。旧1・2番線は3番線と同様に泉岳寺方面は行き止まりであった。またホームは行先別に使用されており、旧1・2番線が穴守線（現：空港線）直通列車、旧3・4番線（現3番線）が黄金町行列車、旧5番線（現2番線）が湘南線直通列車（浦賀方面）、旧6番線（現1番線）が団体臨時列車用であった。また、旧5・6番線を除き奇数番線は降車ホーム、偶数番線は乗車ホームであった。
京急が管轄する駅としては最北端に位置し、唯一港区に所在する。

#### のりば
| 番線 | 路線 | 方向 | 行先                               | 備考                                       |
| ---- | ---- | ---- | ---------------------------------- | ------------------------------------------ |
| 1    | 本線 | 下り | 羽田空港方面／横浜・三浦海岸方面   |                                            |
| 2    | 本線 | 上り | 新橋・日本橋・成田空港方面         | 「モーニング・ウィング1・3号」降車ホーム   |
| 3    | 本線 | 下り | 羽田空港方面／横浜・横須賀中央方面 | 「イブニング・ウィング2 - 16号」乗車ホーム |
| 3    | 本線 | 下り | 羽田空港方面／横浜・横須賀中央方面 | 平日朝ラッシュ時の普通                     |

- 都営地下鉄浅草線への直通列車（日本橋方面行き）は、「エアポート快特」（一部列車は当駅から種別変更）を除き、当駅で種別変更される（この関係で、品川駅 - 泉岳寺駅間は京急線内で唯一快速が運行され、品川駅時刻表にも快速の案内がある[41]）。

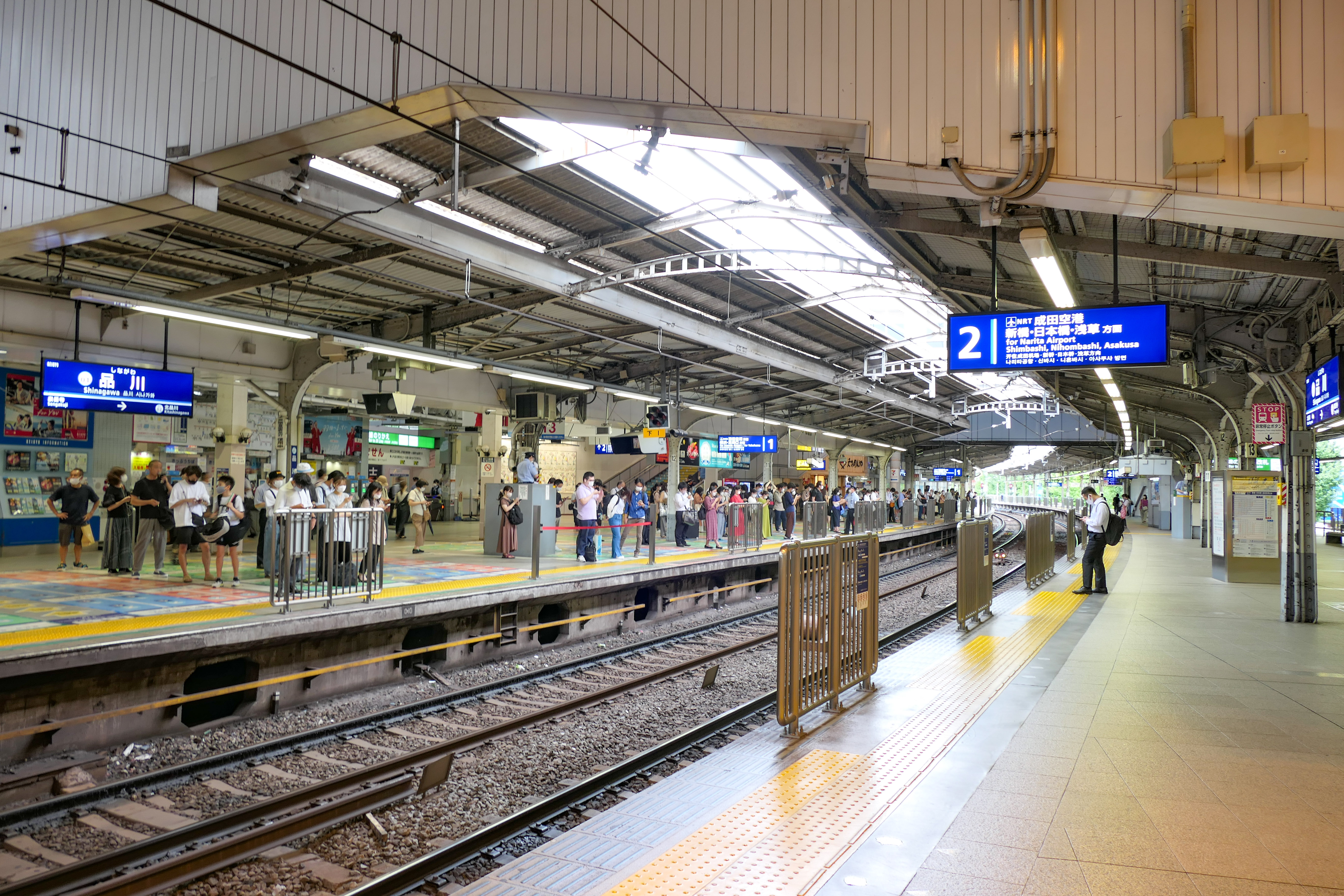
1・2番線ホーム（2021年7月）
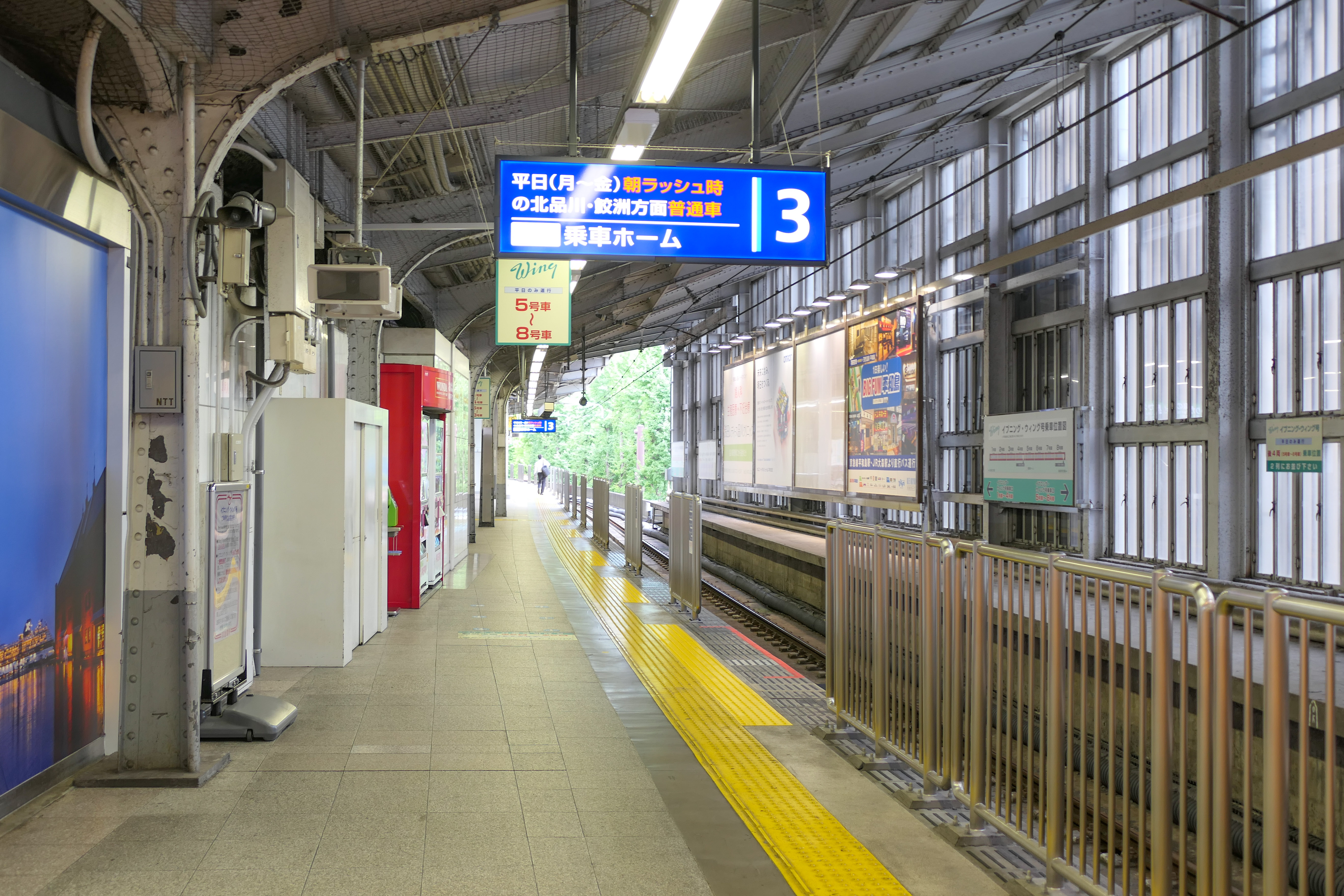
3番線ホーム（2021年7月）
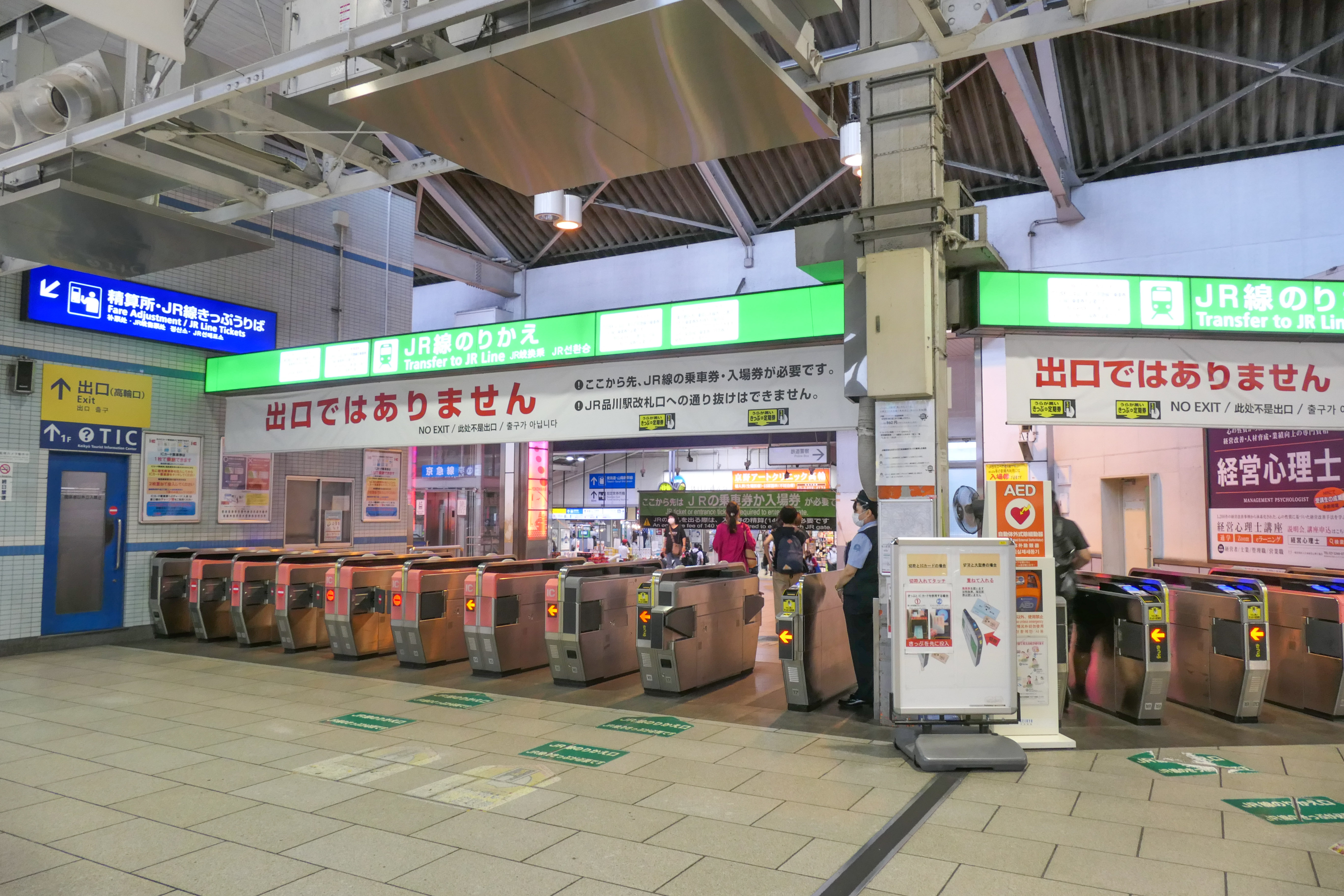
JR連絡口改札（2021年7月）
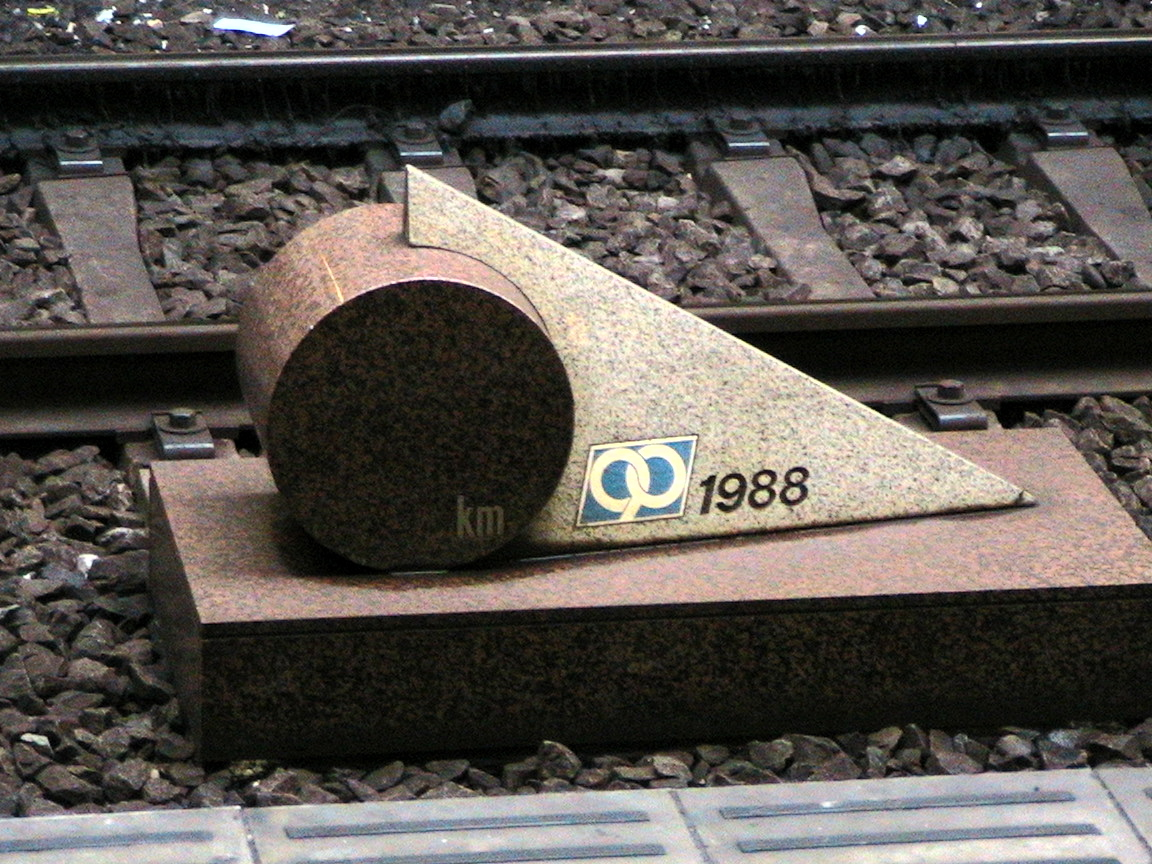
本線の0キロポスト
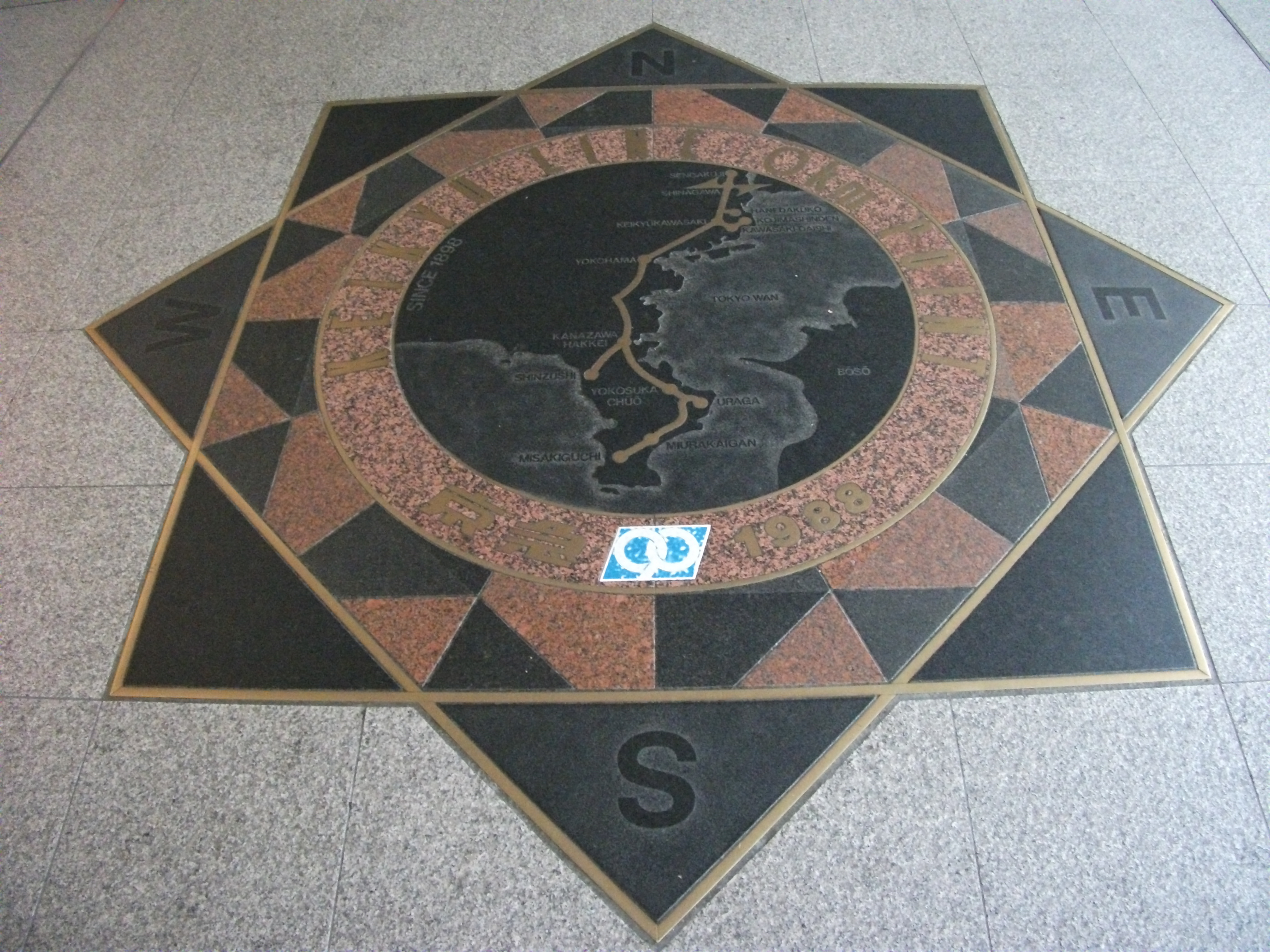
2番線ホームの床面に埋め込まれた路線図と0キロポスト（2011年5月）
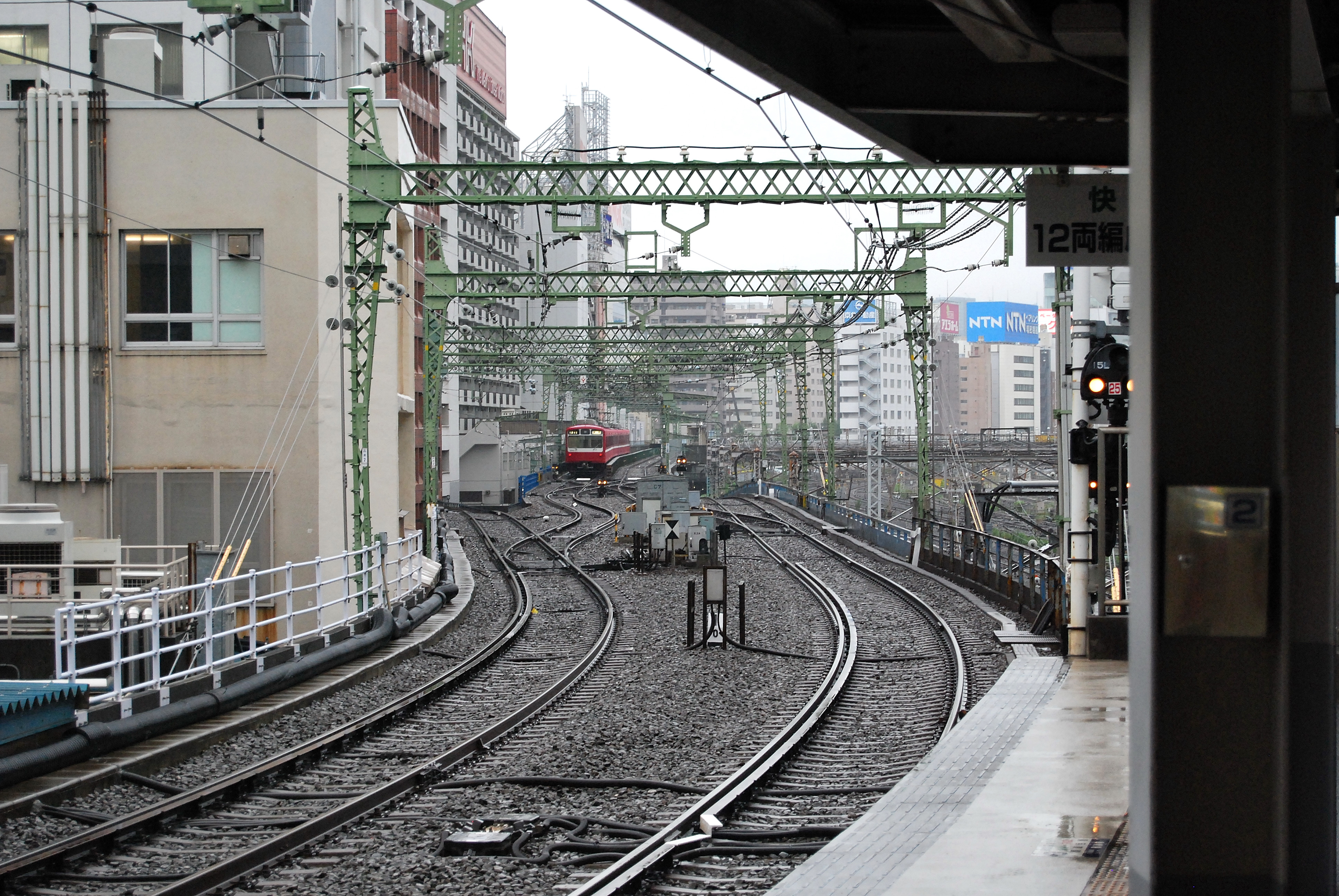
品川駅から引き上げ線を見る。両脇を地下に下る路線が、都営浅草線泉岳寺駅方面。

#### 接近メロディ
2009年（平成21年）2月25日から、京急のイメージソングであるくるりの『赤い電車』をアレンジしたものを接近メロディとして使用している。編曲はくるりのメンバーの岸田繁が自ら手掛けた（オペレーションは福嶋尚哉が担当）。下りホームでは羽田空港第1・第2ターミナル駅で使用しているものと同じアレンジのメロディ、上りホームでは同駅と異なるアレンジのメロディを使用している。

## 貨物取扱
JR貨物の駅は車扱貨物の臨時取扱駅となっており、現在は定期貨物列車の発着はない。ただし、JR東日本の甲種車両輸送列車が年数回発着することがある。
1994年（平成6年）までは定期列車として紙輸送列車が発着しており、日本製紙が使用していた倉庫の専用線があった。列車は石巻港駅や伏木駅などを発駅とし、有蓋車（ワム80000形）で列車は編成されていたが、コンテナ化されて廃止になった。なお、倉庫は改修され、田町CKビルとなっている。
また、1980年（昭和55年）に廃止されるまで駅南東には広大な貨物ターミナルが広がり、コンテナホームや海上コンテナの荷役作業に用いるクレーンなどが設置されていた。

## 駅弁
主な駅弁は下記の通り。過去には常盤軒が駅弁販売を行っていたが、2010年（平成22年）に撤退した。
- 特製幕之内御膳
- あなごめし
- 日本橋幕之内
- 炭火焼牛カルビと牛すき煮重
- 厚切りロースとんかつ弁当
- 品川貝づくし
- 東海道新幹線弁当
- 炭火焼牛カルビ重
- 深川めし
- 焼売中華弁當
- まぐろいくら弁当
- 幕之内弁当
- 三元豚とんかつ弁当
- しらす弁当
- 30品目バランス弁当
- シウマイ弁当
- とりめし
- チキン弁当
- 昔ながらのシウマイ15個入

## 利用状況
2016年（平成28年）における各社の1日平均乗降人員は約100万人（計算値で約109.3万人）である。また、近年は増加が著しく2014年度（平成26年度）に1日平均乗降人員が100万人を超えた。
- JR東日本 - 2023年度（令和5年度）の1日平均乗車人員は274,221人である[利用客数 1]。
同社の駅では渋谷駅に次ぐ第6位。1998年度（平成10年度）から2007年度（平成19年度）にかけて大幅に増加し、2005年度（平成17年度）に30万人を越えた。以降は概ね横ばい傾向であったが、2011年度（平成23年度）以降は利用客が急増している。
- JR東海 - 2023年度（令和5年度）の1日平均乗車人員は32,000人である。JR東海の駅では大曽根駅に次いで第10位。当駅はJR東海発足後に開業した新駅では最多である。
- 京浜急行電鉄 - 2020年度（令和2年度）の1日平均乗降人員は168,324人である[利用客数 2]。
同社の駅の中では横浜駅に次ぐ第2位。「モーニング・ウィング号」「イブニング・ウィング号」も含めた全種別の列車が停車する駅の中では第1位である。

### 年度別1日平均乗降人員
各年度の1日平均乗降人員は下表の通り（JRを除く）。
| 年度               | 京浜急行電鉄     | 京浜急行電鉄 |
| 年度               | 1日平均 乗降人員 | 増加率       |
| ------------------ | ---------------- | ------------ |
| 2002年（平成14年） | 237,881          |              |
| 2003年（平成15年） | 240,942          | 1.3%         |
| 2004年（平成16年） | 241,995          | 0.4%         |
| 2005年（平成17年） | 240,469          | −0.6%        |
| 2006年（平成18年） | 242,804          | 1.0%         |
| 2007年（平成19年） | 251,393          | 3.5%         |
| 2008年（平成20年） | 254,093          | 1.1%         |
| 2009年（平成21年） | 250,177          | −1.5%        |
| 2010年（平成22年） | 250,414          | 0.1%         |
| 2011年（平成23年） | 248,778          | −0.7%        |
| 2012年（平成24年） | 253,920          | 2.1%         |
| 2013年（平成25年） | 261,780          | 3.1%         |
| 2014年（平成26年） | 264,309          | 1.0%         |
| 2015年（平成27年） | 272,500          | 3.1%         |
| 2016年（平成28年） | 279,218          | 2.5%         |
| 2017年（平成29年） | 284,888          | 2.0%         |
| 2018年（平成30年） | 288,196          | 1.2%         |
| 2019年（令和元年） | 285,582          | −0.9%        |
| 2020年（令和02年） | 168,324          | −41.1%       |

### 年度別1日平均乗車人員（1870年代 - 1930年代）
各年度の1日平均乗車人員は下表の通り。
| 年度               | 日本鉄道 / 国鉄 | 出典              |
| ------------------ | --------------- | ----------------- |
| 1872年（明治05年） | [ 備考 1 ]      | 250               |
| 1878年（明治11年） | 510             | [ 東京府統計 1 ]  |
| 1879年（明治12年） | 503             | [ 東京府統計 1 ]  |
| 1880年（明治13年） | 555             | [ 東京府統計 2 ]  |
| 1881年（明治14年） | 642             | [ 東京府統計 2 ]  |
| 1882年（明治15年） | 777             | [ 東京府統計 2 ]  |
| 1883年（明治16年） | 700             | [ 東京府統計 2 ]  |
| 1884年（明治17年） | 647             | [ 東京府統計 3 ]  |
| 1885年（明治18年） | 601             | [ 東京府統計 3 ]  |
| 1886年（明治19年） | 535             | [ 東京府統計 4 ]  |
| 1888年（明治21年） | 703             | [ 東京府統計 5 ]  |
| 1889年（明治22年） | 792             | [ 東京府統計 6 ]  |
| 1890年（明治23年） | 879             | [ 東京府統計 7 ]  |
| 1891年（明治24年） | 728             | [ 東京府統計 8 ]  |
| 1892年（明治25年） | 919             | [ 東京府統計 9 ]  |
| 1893年（明治26年） | 959             | [ 東京府統計 10 ] |
| 1895年（明治28年） | 1,421           | [ 東京府統計 11 ] |
| 1896年（明治29年） | 2,000           | [ 東京府統計 12 ] |
| 1897年（明治30年） | 2,493           | [ 東京府統計 13 ] |
| 1898年（明治31年） | 2,653           | [ 東京府統計 14 ] |
| 1899年（明治32年） | 3,048           | [ 東京府統計 15 ] |
| 1900年（明治33年） | 2,533           | [ 東京府統計 16 ] |
| 1901年（明治34年） | 2,814           | [ 東京府統計 17 ] |
| 1902年（明治35年） | 2,591           | [ 東京府統計 18 ] |
| 1903年（明治36年） | 2,960           | [ 東京府統計 19 ] |
| 1904年（明治37年） | 2,905           | [ 東京府統計 20 ] |
| 1905年（明治38年） | 2,606           | [ 東京府統計 21 ] |
| 1907年（明治40年） | 1,794           | [ 東京府統計 22 ] |
| 1908年（明治41年） | 1,715           | [ 東京府統計 23 ] |
| 1909年（明治42年） | 1,812           | [ 東京府統計 24 ] |
| 1911年（明治44年） | 3,024           | [ 東京府統計 25 ] |
| 1912年（大正元年） | 3,359           | [ 東京府統計 26 ] |
| 1913年（大正02年） | 3,524           | [ 東京府統計 27 ] |
| 1914年（大正03年） | 3,446           | [ 東京府統計 28 ] |
| 1915年（大正04年） | 4,208           | [ 東京府統計 29 ] |
| 1916年（大正05年） | 5,817           | [ 東京府統計 30 ] |
| 1919年（大正08年） | 9,107           | [ 東京府統計 31 ] |
| 1920年（大正09年） | 10,525          | [ 東京府統計 32 ] |
| 1922年（大正11年） | 12,890          | [ 東京府統計 33 ] |
| 1923年（大正12年） | 15,028          | [ 東京府統計 34 ] |
| 1924年（大正13年） | 15,878          | [ 東京府統計 35 ] |
| 1925年（大正14年） | 18,825          | [ 東京府統計 36 ] |
| 1926年（昭和元年） | 19,215          | [ 東京府統計 37 ] |
| 1927年（昭和02年） | 19,407          | [ 東京府統計 38 ] |
| 1928年（昭和03年） | 20,152          | [ 東京府統計 39 ] |
| 1929年（昭和04年） | 19,448          | [ 東京府統計 40 ] |
| 1930年（昭和05年） | 19,229          | [ 東京府統計 41 ] |
| 1931年（昭和06年） | 18,167          | [ 東京府統計 42 ] |
| 1932年（昭和07年） | 17,005          | [ 東京府統計 43 ] |
| 1933年（昭和08年） | 17,186          | [ 東京府統計 44 ] |
| 1934年（昭和09年） | 16,412          | [ 東京府統計 45 ] |
| 1935年（昭和10年） | 17,346          | [ 東京府統計 46 ] |

### 年度別1日平均乗車人員（1953年 - 2000年）
| 年度               | 国鉄 / JR東日本 | 京浜急行電鉄 | 出典              |
| ------------------ | --------------- | ------------ | ----------------- |
| 1953年（昭和28年） | 34,671          |              | [ 東京都統計 1 ]  |
| 1954年（昭和29年） | 36,695          |              | [ 東京都統計 2 ]  |
| 1955年（昭和30年） | 38,305          |              | [ 東京都統計 3 ]  |
| 1956年（昭和31年） | 43,190          | 48,011       | [ 東京都統計 4 ]  |
| 1957年（昭和32年） | 46,824          | 53,872       | [ 東京都統計 5 ]  |
| 1958年（昭和33年） | 49,342          | 59,991       | [ 東京都統計 6 ]  |
| 1959年（昭和34年） | 54,972          | 64,437       | [ 東京都統計 7 ]  |
| 1960年（昭和35年） | 62,679          | 70,261       | [ 東京都統計 8 ]  |
| 1961年（昭和36年） | 63,111          | 79,635       | [ 東京都統計 9 ]  |
| 1962年（昭和37年） | 69,191          | 85,246       | [ 東京都統計 10 ] |
| 1963年（昭和38年） | 74,114          | 87,581       | [ 東京都統計 11 ] |
| 1964年（昭和39年） | 78,646          | 25,330       | [ 東京都統計 12 ] |
| 1965年（昭和40年） | 77,616          | 25,815       | [ 東京都統計 13 ] |
| 1966年（昭和41年） | 79,942          | 26,574       | [ 東京都統計 14 ] |
| 1967年（昭和42年） | 81,649          | 27,594       | [ 東京都統計 15 ] |
| 1968年（昭和43年） | 81,502          | 29,454       | [ 東京都統計 16 ] |
| 1969年（昭和44年） | 77,050          | 30,834       | [ 東京都統計 17 ] |
| 1970年（昭和45年） | 75,591          | 33,041       | [ 東京都統計 18 ] |
| 1971年（昭和46年） | 88,186          | 33,913       | [ 東京都統計 19 ] |
| 1972年（昭和47年） | 90,830          | 35,685       | [ 東京都統計 20 ] |
| 1973年（昭和48年） | 94,471          | 36,613       | [ 東京都統計 21 ] |
| 1974年（昭和49年） | 101,665         | 37,150       | [ 東京都統計 22 ] |
| 1975年（昭和50年） | 95,098          | 36,421       | [ 東京都統計 23 ] |
| 1976年（昭和51年） | 136,318         | 78,115       | [ 東京都統計 24 ] |
| 1977年（昭和52年） | 139,558         | 79,709       | [ 東京都統計 25 ] |
| 1978年（昭和53年） | 144,605         | 82,810       | [ 東京都統計 26 ] |
| 1979年（昭和54年） | 148,268         | 83,975       | [ 東京都統計 27 ] |
| 1980年（昭和55年） | 143,362         | 84,748       | [ 東京都統計 28 ] |
| 1981年（昭和56年） | 144,531         | 84,726       | [ 東京都統計 29 ] |
| 1982年（昭和57年） | 148,101         | 86,663       | [ 東京都統計 30 ] |
| 1983年（昭和58年） | 150,798         | 88,536       | [ 東京都統計 31 ] |
| 1984年（昭和59年） | 152,789         | 90,822       | [ 東京都統計 32 ] |
| 1985年（昭和60年） | 154,876         | 92,915       | [ 東京都統計 33 ] |
| 1986年（昭和61年） | 165,038         | 96,169       | [ 東京都統計 34 ] |
| 1987年（昭和62年） | 170,456         | 99,615       | [ 東京都統計 35 ] |
| 1988年（昭和63年） | 189,690         | 104,329      | [ 東京都統計 36 ] |
| 1989年（平成元年） | 196,438         | 106,761      | [ 東京都統計 37 ] |
| 1990年（平成02年） | 206,035         | 110,619      | [ 東京都統計 38 ] |
| 1991年（平成03年） | 213,929         | 114,590      | [ 東京都統計 39 ] |
| 1992年（平成04年） | 215,477         | 114,805      | [ 東京都統計 40 ] |
| 1993年（平成05年） | 219,071         | 115,077      | [ 東京都統計 41 ] |
| 1994年（平成06年） | 227,460         | 86,805       | [ 東京都統計 42 ] |
| 1995年（平成07年） | 233,197         | 115,478      | [ 東京都統計 43 ] |
| 1996年（平成08年） | 234,699         | 112,359      | [ 東京都統計 44 ] |
| 1997年（平成09年） | 231,668         | 109,581      | [ 東京都統計 45 ] |
| 1998年（平成10年） | 233,959         | 111,337      | [ 東京都統計 46 ] |
| 1999年（平成11年） | 247,564         | 115,678      | [ 東京都統計 47 ] |
| 2000年（平成12年） | 253,575         | 119,238      | [ 東京都統計 48 ] |

### 年度別1日平均乗車人員（2001年以降）
| 年度               | JR東日本 | JR東日本 | JR東日本 | JR東海 | 京浜急行電鉄 | 出典              |
| 年度               | 定期外   | 定期     | 合計     | JR東海 | 京浜急行電鉄 | 出典              |
| ------------------ | -------- | -------- | -------- | ------ | ------------ | ----------------- |
| 2001年（平成13年） |          |          | 257,361  |        | 120,252      | [ 東京都統計 49 ] |
| 2002年（平成14年） |          |          | 264,815  |        | 121,101      | [ 東京都統計 50 ] |
| 2003年（平成15年） |          |          | 283,705  | 8,394  | 121,473      | [ 東京都統計 51 ] |
| 2004年（平成16年） |          |          | 295,949  |        | 122,578      | [ 東京都統計 52 ] |
| 2005年（平成17年） |          |          | 302,862  | 21,871 | 121,910      | [ 東京都統計 53 ] |
| 2006年（平成18年） |          |          | 308,681  | 23,800 | 123,112      | [ 東京都統計 54 ] |
| 2007年（平成19年） |          |          | 324,253  |        | 125,822      | [ 東京都統計 55 ] |
| 2008年（平成20年） |          |          | 328,439  |        | 126,233      | [ 東京都統計 56 ] |
| 2009年（平成21年） |          |          | 321,739  |        | 124,142      | [ 東京都統計 57 ] |
| 2010年（平成22年） |          |          | 321,711  | 29,000 | 124,112      | [ 東京都統計 58 ] |
| 2011年（平成23年） |          |          | 323,893  | 30,000 | 123,473      | [ 東京都統計 59 ] |
| 2012年（平成24年） | 138,788  | 190,890  | 329,679  | 31,000 | 126,266      | [ 東京都統計 60 ] |
| 2013年（平成25年） | 142,078  | 193,582  | 335,661  | 33,000 | 130,221      | [ 東京都統計 61 ] |
| 2014年（平成26年） | 146,777  | 195,680  | 342,458  | 33,000 | 131,550      | [ 東京都統計 62 ] |
| 2015年（平成27年） | 154,681  | 206,785  | 361,466  | 34,000 | 135,148      | [ 東京都統計 63 ] |
| 2016年（平成28年） | 159,278  | 212,508  | 371,787  | 35,000 | 138,507      | [ 東京都統計 64 ] |
| 2017年（平成29年） | 161,810  | 216,755  | 378,566  | 36,000 | 141,249      | [ 東京都統計 65 ] |
| 2018年（平成30年） | 163,942  | 219,499  | 383,442  | 37,000 | 142,907      | [ 東京都統計 66 ] |
| 2019年（令和元年） | 157,065  | 220,272  | 377,337  | 36,000 | 141,232      | [ 東京都統計 67 ] |
| 2020年（令和02年） | 75,483   | 145,447  | 220,930  | 14,794 |              |                   |
| 2021年（令和03年） | 91,923   | 120,579  | 212,502  |        |              |                   |
| 2022年（令和04年） | 123,857  | 124,792  | 248,650  |        |              |                   |
| 2023年（令和05年） | 140,860  | 133,360  | 274,221  | 35,539 |              |                   |

- JR貨物

各年度の車扱貨物の年間発着トン数は下表の通り。2006年度以降は実績なし。またコンテナ貨物の取扱はない。
| 年度               | 総数       | 総数       | 車扱貨物   | 車扱貨物   | コンテナ貨物 | コンテナ貨物 |
| 年度               | 発送トン数 | 到着トン数 | 発送トン数 | 到着トン数 | 発送トン数   | 到着トン数   |
| ------------------ | ---------- | ---------- | ---------- | ---------- | ------------ | ------------ |
| 1990年（平成02年） | 1,684      | 198,162    | 1,684      | 198,162    |              |              |
| 1991年（平成03年） | 5,211      | 187,078    | 5,211      | 187,078    |              |              |
| 1992年（平成04年） | 2,802      | 148,886    | 2,802      | 148,886    |              |              |
| 1993年（平成05年） | 1,937      | 138,975    | 1,937      | 138,975    |              |              |
| 1994年（平成06年） | 1,151      | 66,681     | 1,151      | 66,681     |              |              |
| 1995年（平成07年） |            |            |            |            |              |              |
| 1996年（平成08年） |            | 1,200      |            | 1,200      |              |              |
| 1997年（平成09年） |            | 800        |            | 800        |              |              |
| 1998年（平成10年） |            | 1,600      |            | 1,600      |              |              |
| 1999年（平成11年） |            | 800        |            | 800        |              |              |
| 2000年（平成12年） |            | 2,000      |            | 2,000      |              |              |
| 2001年（平成13年） |            | 2,800      |            | 2,800      |              |              |
| 2002年（平成14年） |            | 3,200      |            | 3,200      |              |              |
| 2003年（平成15年） |            | 800        |            | 800        |              |              |
| 2004年（平成16年） |            | 4,000      |            | 4,000      |              |              |
| 2005年（平成17年） |            | 1,200      |            | 1,200      |              |              |
| 2006年（平成18年） |            |            |            |            |              |              |

備考
1. ↑  1872年6月12日開業。

## 駅周辺

### 西側（高輪口）
駅ビルと呼べるほどの施設はないが、国道15号（第一京浜）を挟んで、京急グループの複合商業施設「ウィング高輪」（旧・ウィング高輪WEST）がある。かつては「ウィング高輪EAST」が駅に併設されていたが、連続立体交差事業の着手に伴い、2020年（令和2年）3月31日に閉店した。長距離バスの始発点である品川バスターミナルにもほど近い。第一京浜沿いのビジネス街に並んでいるほか、高輪、御殿山などの高級住宅街を背後に控えている。
1977年（昭和52年）1月4日に発生した青酸コーラ無差別殺人事件は、当時の品川スポーツランド（現・品川プリンスホテル本館）前にあった電話ボックスで発生した。
駅周辺には西武グループのプリンスホテルを中心に大規模なシティホテルやビジネスホテルが集積している。「品川駅西口地区」再開発に伴い、SHINAGAWA GOOS（旧・ホテルパシフィック東京）が2021年（令和3年）3月31日に閉館している。
- 品川税務署
- マクセル アクアパーク品川（旧：エプソン 品川アクアスタジアム→エプソン アクアパーク品川→アクアパーク品川）
- 品川駅前郵便局
- 駐日ロシア連邦通商代表部
- 駐日アイスランド大使館
- 京急EXホテル 高輪（旧高輪京急ホテル、京急EXイン 高輪）
- 東横イン 品川駅高輪口
- 品川東武ホテル
- ザ・プリンス さくらタワー東京
- グランドプリンスホテル高輪
- グランドプリンスホテル新高輪
- 品川プリンスホテル - 2021年（令和3年）1月5日より、駅ナカシェアオフィス「STATION WORK」の提携が開始された（事前予約制）[45]。また2025年3月7日より品川駅高輪口の工事の関係でホテルのタクシー乗り場を品川駅高輪口タクシー乗り場として兼用している[46]。
- 都シティ 東京高輪
- 日本ユニセフ協会
- ウィング高輪（旧・ウィング高輪WEST）
- 国道15号
- 品川バスターミナル - 2024年（令和6年）2月より2025年（令和7年）3月まで臨時タクシー乗り場として使用。
- 柘榴坂
- 京急ストア 高輪店

### 東側（港南口）

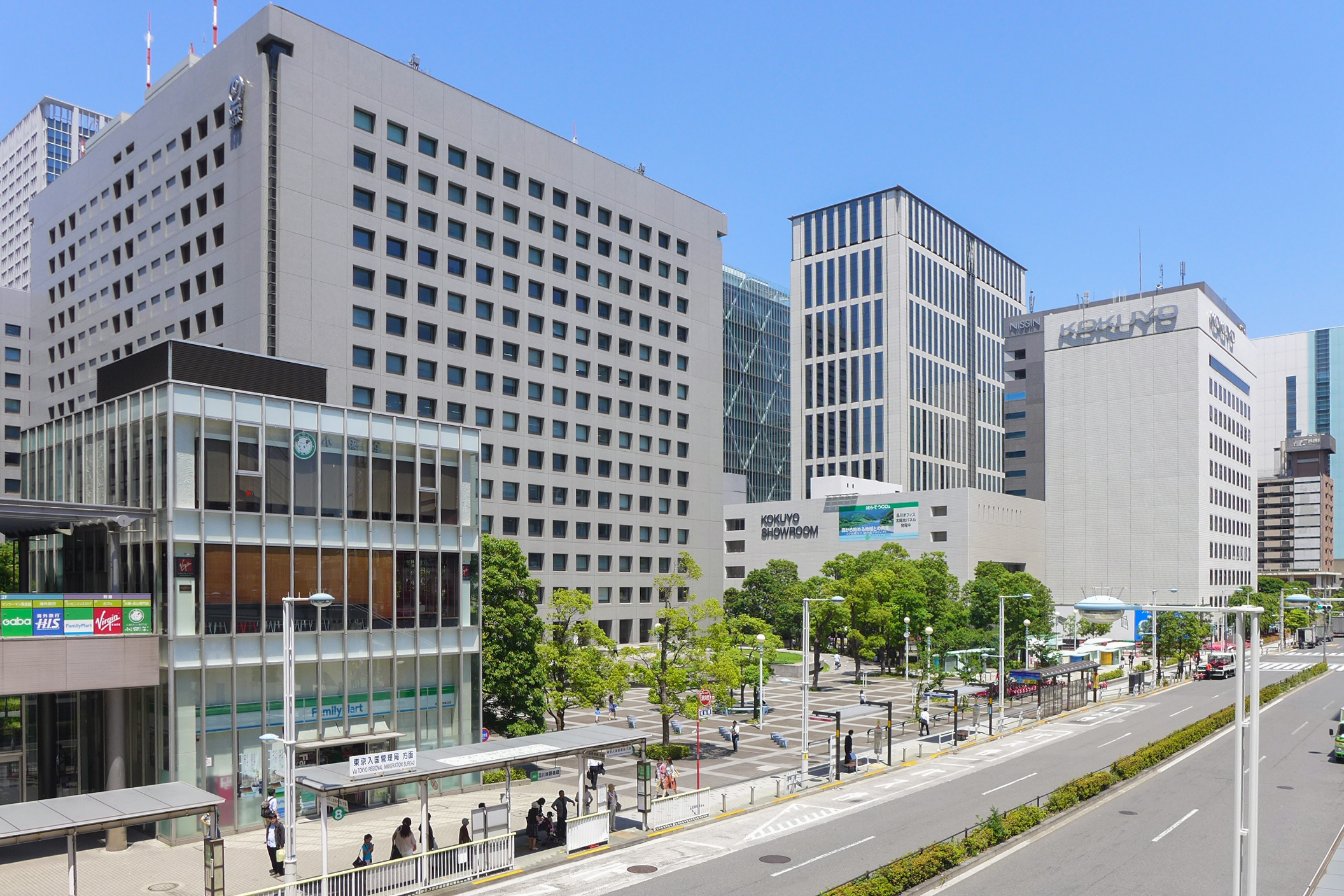
港南口周辺（2015年5月）

従来、駅東側は昭和初期からの埋立地として工場や倉庫などが広がる地帯で西側に比べ発展が遅れ、橋上駅舎化するまでは地方の単線駅と見まごうような駅出入口があるだけだった。各線ホームと東口との間には長大な操車場が横たわるため、構内から出るには下を抜ける長い地下通路を経由する必要があった。その頃の駅周辺で名立たる企業はファッションアパレルメーカーのJUN本社、東洋水産本社、コクヨ東京オフィス、中日新聞東京本社（2006年〈平成18年〉に千代田区内幸町に移転）程度で、少し先には荒涼とした空き地が広がっていた。
1990年代から貨物ターミナルや新幹線車両基地（旧・東京第一車両所、1992年〈平成4年〉移転）の跡地が再開発され、1994年（平成6年）に品川インターシティ、さらに2001年（平成13年） - 2002年（平成14年）ごろより再開発によるタワーマンションと高層ビルの建設が始まり、2004年（平成16年）3月には港南地区におけるタワーマンションの先駆けである品川Vタワーを含む品川グランドコモンズがオープン、以降、タワーマンションの開発が進んで人口が増加した。こうして2000年代後半には大規模なオフィス街およびマンション街へと変貌を遂げた。これらの再開発事業はバブル景気以降の不景気に起因する負債圧縮のため企業が数多く所有していた工場や倉庫などの敷地を不動産業者へ売却処分したためとされる。京急で羽田空港に乗り換えなしでアクセスできることや、さらに東海道新幹線の駅が開業し、中京圏・近畿圏とのアクセスが向上したこともあって、企業の本社などの集積が進んでいる。
朝ラッシュ時は駅通路や歩道が港南口方面の企業へと出社する大勢の会社員で混雑するため、港南口へ向かう利用客は連絡通路中央部を、港南口からJR線・京急線へと進む利用客は通路両端部を進むよう推奨されている。
また、東京湾アクアラインを経由する千葉県方面の高速バスのうち品川駅 - 袖ケ浦バスターミナル - 木更津駅東口線、品川駅 - 袖ケ浦バスターミナル - 袖ケ浦駅 - 長浦駅北口線が発着しており、木更津市や袖ケ浦市といった房総半島西部への玄関口ともなっている。これらの路線は定期券の導入・深夜バス運行などにより、東京地区への通勤路線の一端を担っている。
- 東京都下水道局 港南水再生センター
- 東京海洋大学 品川キャンパス
- 港港南郵便局
- 東京都中央卸売市場食肉市場
- JR東海品川ビル - JR東海東京本社が入居
- JR品川イーストビル - アトレ品川やゼンショーホールディングスおよびその傘下企業の一部、ダイセル東京本社など入居
- 品川グランドコモンズ
  - 品川イーストワンタワー - 大東建託本社、ストリングスホテル東京インターコンチネンタル
  - 太陽生命品川ビル - 太陽生命保険本社、 山善東京本社などが入居。
  - 品川グランドセントラルタワー - 日本マイクロソフト、NTTテクノクロス本社などが入居
  - 三菱重工ビル
  - キヤノンSタワー - キヤノンマーケティングジャパン本社
  - 京王品川ビル - 電通総研本社などが入居
- 品川フロントビル - 豊田通商東京本社
- 品川インターシティ（A棟・B棟・C棟） - 大林組本社、富士通パーソナルズ本社、ニコン本社などが入居
- アレア品川 - NTTデータ
- NTT品川ツインズ NTT品川ツインズアネックス - NTT東日本、NTTデータ、NTTコムウェア本社
- ソニーシティ - ソニー本社
- コクヨ東京品川オフィス
- 品川TSビル - 東洋水産本社
- 三菱UFJ信託銀行港南ビル - 三菱UFJトラストシステム本社など。
- NTTドコモ品川ビル
- 品川シーズンテラス
- 東京都交通局 品川自動車営業所
- 東京都交通局 品川営業所港南支所

## バス路線
一般路線バスでは都営バス・東急バス・フジエクスプレスなどが運行、高速路線バスでは京浜急行バス・東京空港交通・富士急行グループなどが運行。その他、東口の港南口からJR東海道新幹線沿いに、品川区の大井埠頭方面などへ向かう企業輸送向け専用バスが発着する（ワールド自興・中日臨海バスなど）。

### 西口（高輪口）
| 乗り場                                           | 運行事業者             | 系統・行先                                           | 備考                                     |
| 品川駅前・品川駅高輪口                           | 品川駅前・品川駅高輪口 | 品川駅前・品川駅高輪口                               | 品川駅前・品川駅高輪口                   |
| ------------------------------------------------ | ---------------------- | ---------------------------------------------------- | ---------------------------------------- |
| 1                                                | 都営バス               | 反96：五反田駅                                       |                                          |
| 2                                                | 都営バス               | 品93：大井競馬場前・都立産業技術高専品川キャンパス前 |                                          |
| 3                                                | 都営バス               | 品93：目黒駅前                                       |                                          |
| 5                                                | 都営バス               | 反96：六本木ヒルズ                                   |                                          |
| 6                                                | 都営バス               | 品93・反96：品川車庫前                               |                                          |
| 6                                                | 東急バス               | 品94：蒲田駅・池上駅前                               |                                          |
| 7                                                | 都営バス               | 品97：新宿駅西口・青山一丁目駅前                     |                                          |
| A                                                | 東急バス               | 渋43・井50：高輪ゲートウェイ駅                       |                                          |
| B                                                | 東急バス               | - 渋43：渋谷駅・清水 - 井50：武蔵小山駅              |                                          |
| －                                               | フジエクスプレス       | ちぃばす高輪ルート：浅草線三田駅前方面／品川駅港南口 |                                          |
| 品川プリンスホテル、グランドプリンスホテル高輪他 |                        |                                                      |                                          |
| －                                               | 東京空港交通           | リムジンバス：成田空港                               |                                          |
| －                                               | 西武観光バス           | 高速バス：苗場プリンスホテル                         | 冬季のみ運行。品川プリンスホテルのみ発着 |

### 東口（港南口）
| 乗り場       | 運行事業者                           | 系統・行先 | 備考                                      |
| 品川駅港南口 | 品川駅港南口                         | 品川駅港南口 | 品川駅港南口                              |
| ------------ | ------------------------------------ | --- | ----------------------------------------- |
| 21           | 都営バス                             | - 品98甲：大田市場・大田市場（循環）・大田市場北 - 品98丙（急行）：大田市場                                     | 「品98丙」は大田市場開市日早朝1本のみ運行 |
| 22           | 都営バス                             | 品98乙：大井埠頭バンプール前                                                                                    | 平日・土曜のみ運行                        |
| 23           | 都営バス                             | - 品91：八潮パークタウン（循環）・品川シーサイド駅前・八潮公園前 - 深夜07：八潮パークタウン（循環）・八潮公園前 | 「深夜07」は平日のみ運行                  |
| 24           | 都営バス                             | - 品99：品川埠頭（循環） - 品99折返：東京出入国在留管理局前                                                     | 「品99折返」は平日のみ運行                |
| 26           | 都営バス                             | - 田92：田町駅東口 - 浜95：東京タワー                                                                           |                                           |
| 27           | 都営バス                             | - 田99：田町駅東口 - 田99出入：港南四丁目                                                                       | 平日のみ運行                              |
| 27           | 東京空港交通                         | リムジンバス：成田空港                                                                                          | 運休中                                    |
| 27           | 平和交通                             | 深夜急行バス「マイタウンライナー」：山田インター入口                                                            | 運休中                                    |
| 27           | 西岬観光                             | 深夜急行バス「マイタウンライナー」：五井駅                                                                      | 運休中                                    |
| 28           | 都営バス                             | 品96：りんかい線天王洲アイル駅前                                                                                |                                           |
| －           | kmモビリティサービス                 | 01・02（お台場レインボーバス）：お台場地区循環・台場一丁目                                                      |                                           |
| －           | フジエクスプレス                     | ちぃばす高輪ルート：浅草線三田駅前方面                                                                          |                                           |
| －           | フジエクスプレス                     | ちぃばす芝浦港南ルート：田町駅東口方面循環                                                                      |                                           |
| 品川駅東口   |                                      | |                                           |
| －           | - 京浜急行バス - 小湊鉄道 - 日東交通 | 高速バス：木更津駅東口・袖ケ浦駅・長浦駅北口                                                                    |                                           |
| －           | - 京浜急行バス - 小湊鉄道            | 高速バス：三井アウトレットパーク 木更津                                                                         |                                           |
| －           | 京浜急行バス                         | - 高速バス：御殿場プレミアム・アウトレット - リムジンバス（早朝便）：羽田空港第3ターミナル                      |                                           |
| －           | - 京浜急行バス - 富士急バス          | 高速バス：富士急ハイランド・河口湖駅・富士山駅                                                                  |                                           |

## 将来

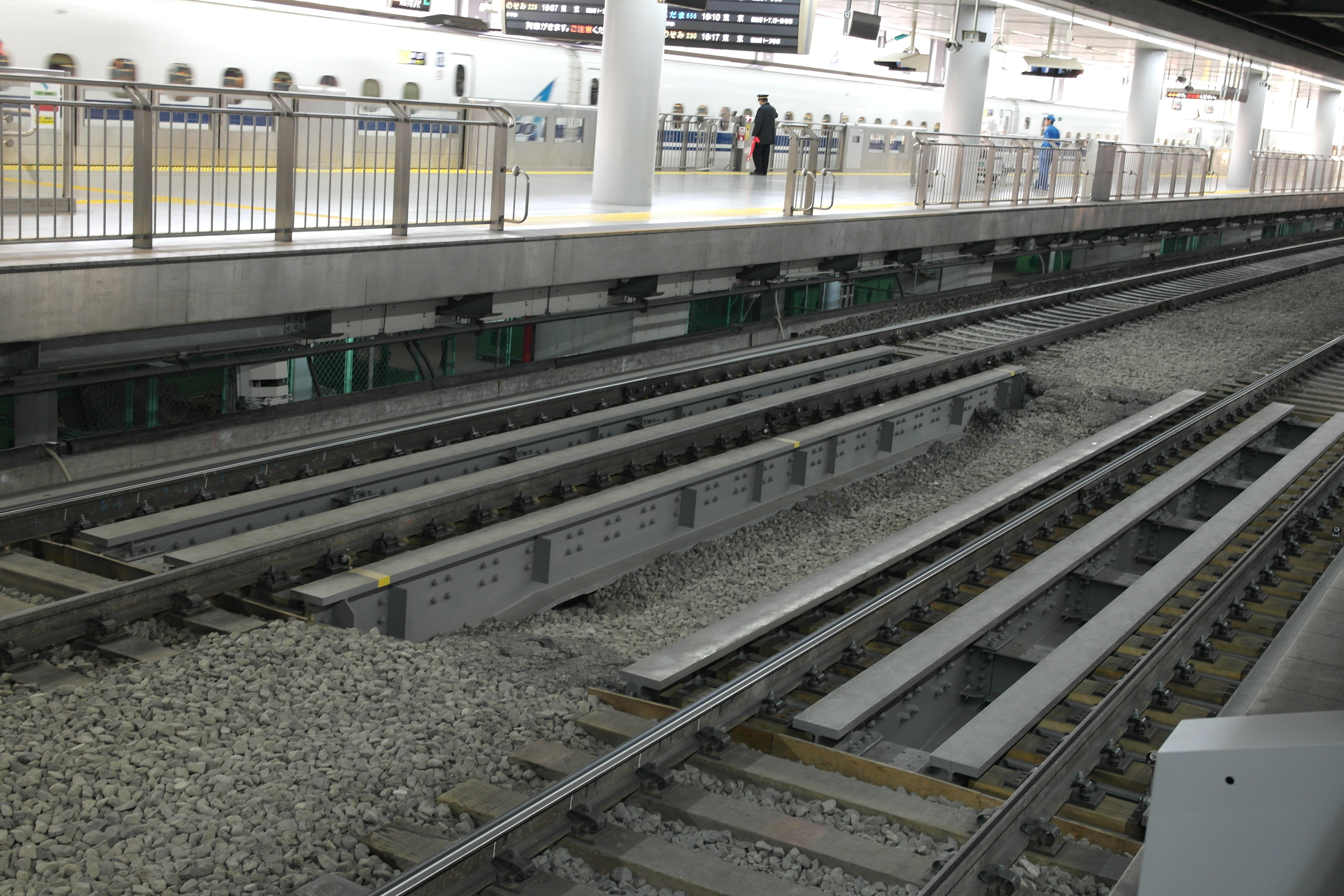
東海道新幹線品川駅線路を橋桁無道床軌框にし、直下で工事が始まる

### リニア中央新幹線関連
JR東海が整備中のリニア中央新幹線について、当駅は東京側の始発駅になることが決定している。当初から社長の松本正之は「始発は東京駅か品川駅」という見解を示していたが、横浜・羽田アクセスや東京駅付近の地下使用状況などを考慮している。JR東日本も協力的で、同社がボーリング調査を施した。これを受け、JR東海は同線の始発駅を品川駅とする方針を固め、JR東日本と東京都に伝えた。2011年（平成23年）6月7日に開かれた記者会見において、品川駅は中央新幹線の首都圏側の始発駅となることが正式に発表された。2016年（平成28年）1月27日に駅建設工事が着工されている。

### 東京メトロ南北線乗り入れ
東京メトロ南北線・都営地下鉄三田線白金高輪駅から当駅まで地下鉄を建設する計画があり、2016年（平成28年）4月の国土交通省交通政策審議会による答申第198号では、「国際競争力の強化に資する鉄道ネットワークのプロジェクト」として取り上げられている。また、2019年（平成31年）2月に国土交通省のスーパーメガリージョン研究会に東京都が報告した「品川駅・田町駅周辺地域のまちづくり」資料においても、同地下鉄の整備が言及された。
2022年（令和4年）3月28日には、東京メトロは南北線延伸（品川・白金高輪間）の鉄道事業許可を国土交通大臣より受け、2024年（令和6年）11月5日に工事着手した。開業目標は2030年代半ばと発表されている。

### 京急連続立体交差事業
泉岳寺駅 - 新馬場駅間において連続立体交差事業が開始された。2027年度（令和9年度）に地平化を進めるとともにホームを2面4線にする予定。計画図では20メートル程度、現在のJR側によることになり、これは2019年（平成31年）3月まで山手線の電留線だった場所が当てられる。また、北品川寄りから地平へ降りる関係で、ホームが100メートル程度北へ移動し、JRとほぼ同じ位置になる。2020年度（令和2年度）より事業着手しており、2029年度（令和11年度）の事業完了を予定している。
工事手順は、東京都がHPで公表している資料によれば、
1. 仮設杭を打設し、軌道を工事桁化、高架橋（上家・ホーム・連絡通路）を仮設化
2. 既設の上家・高架橋を撤去
3. ホーム階構築
4. 上下線地平化切替
5. 仮設の撤去、コンコース階構築

となっている。

### 国道15号・品川駅西口駅前広場事業計画
品川駅西口駅前広場は、国土交通省が国道15号上空を活用した未来型の駅前空間に関する整備方針をとりまとめ、有識者や民間事業協力者（京急電鉄・西武プロパティーズ（現・西武リアルティソリューションズ）・東日本旅客鉄道）が事業計画の検討を進めている。2018年（平成30年）9月14日には「次世代型交通ターミナルの整備を含む事業計画の中間とりまとめ」を策定し公表、2019年（平成31年）3月27日には未来の品川駅前空間（西口）計画 - 国道15号・品川駅西口駅前広場事業計画の最終とりまとめを公表した。品川駅に北側自由通路、南側自由通路を増設するほか、中央の東西自由通路を西側に延伸して国道上部に構築する人工地盤で周辺の街と駅を接続させ、人工地盤上部には商業施設ならびに自動運転による次世代型モビリティターミナルを設置する構想である。

### 品川駅街区地区
品川駅街区地区は、事業主体をJR東日本と京急で、土地区画整理事業の施工者は都市再生機構として、京浜急行電鉄が行っている泉岳寺駅 - 新馬場駅間の連続立体交差事業によって整備される京急本線品川駅の新ホームの直上およびその周辺に建設される。

## 隣の駅
※東日本旅客鉄道（JR東日本）の特急、京浜急行電鉄「モーニング・ウィング号」、「イブニング・ウィング号」の停車駅は各列車記事を参照。
東日本旅客鉄道（JR東日本）
 東海道線
- 特急「ひたち」「ときわ」発着駅
- 特急「踊り子」「サフィール踊り子」「湘南」停車駅

■普通
新橋駅 (JT 02) - 品川駅 (JT 03) - 川崎駅 (JT 04)
■（常磐線）特別快速・■■（常磐線）快速
品川駅 (JT 03) - 新橋駅 (JT 02)
 京浜東北線
■快速・■各駅停車
高輪ゲートウェイ駅 (JK 21) - 品川駅 (JK 20) - 大井町駅 (JK 19)
 山手線
高輪ゲートウェイ駅 (JY 26) - 品川駅 (JY 25) - 大崎駅 (JY 24)
 横須賀線
- 特急「成田エクスプレス」「湘南」停車駅（「湘南」の一部）

■普通
新橋駅 (JO 18) - 品川駅 (JO 17) - 西大井駅 (JO 16)
東海旅客鉄道（JR東海）
 東海道新幹線
東京駅 - 品川駅 - 新横浜駅
京浜急行電鉄（京急）
 本線
- □「モーニング・ウィング号」停車駅（1・3号は当駅終着、当駅以遠は座席指定券不要）、□「イブニング・ウィング号」始発駅

■エアポート快特
泉岳寺駅 (A 07) - 品川駅 (KK01) - 羽田空港第3ターミナル駅（KK16）
■快特
泉岳寺駅 (A 07) - 品川駅 (KK01) - 京急蒲田駅 (KK11)
■特急・■急行
泉岳寺駅 (A 07) - 品川駅 (KK01) - 青物横丁駅 (KK04)
■普通
泉岳寺駅 (A 07) - 品川駅 (KK01) - 北品川駅 (KK02)
- 泉岳寺駅 - 品川駅間では、京成線直通時の種別を名乗って運転される列車もあるが、ここでは省略する。
- 現在、当駅をまたいで営業運転を行う普通電車は存在しない。

### 記事本文